# Liste des épisodes de Gintama
 (mars 2025).
Si vous disposez d'ouvrages ou d'articles de référence ou si vous connaissez des sites web de qualité traitant du thème abordé ici, merci de compléter l'article en donnant les références utiles à sa vérifiabilité et en les liant à la section « Notes et références ».
Cet article présente la liste des épisodes de la série d'animation japonaise Gintama issue du manga du même nom. Ils sont groupés par saisons.

## Génériques

### Début
| Numéro          | Titre               | Artiste          | Épisodes   | 1re date         |
| --------------- | ------------------- | ---------------- | ---------- | ---------------- |
| 1               | Pray                | Tommy Heavenly6  | 1-24       | 4 avril 2006     |
| 2               | Tōi Nioi            | YO-KING          | 25-49      | 5 octobre 2006   |
| 3               | Gin-iro no sora     | Redballoon       | 50-75      | 5 avril 2007     |
| 4               | Kasanaru Kage       | Hearts Grow      | 76-99      | 4 octobre 2007   |
| 5               | Donten              | DOES             | 100-125    | 3 avril 2008     |
| 6               | Anata Magic         | MONOBRIGHT       | 126-150    | 2 octobre 2008   |
| 7               | Stairway Generation | Base Ball Bear   | 151-176    | 2 avril 2009     |
| 8               | Light Infection     | Prague           | 177-201    | 1er octobre 2009 |
| 9               | Tougenkyou Alien    | Serial TV Drama  | 202-227    | 4 avril 2011     |
| 10              | Dilemma             | ecosystem        | 228-240    | 3 octobre 2011   |
| 11              | Wonderland          | FLiP             | 241-252    | 9 janvier 2012   |
| 12              | LET'S GO OUT        | AMOYAMO          | 253-256    | 4 octobre 2012   |
| 13              | Sakura Mitsu Tsuki  | SPYAIR           | 257-265    | 10 janvier 2013  |
| 14              | DAY x DAY           | BLUE ENCOUNT     | 266-277    | 8 avril 2015     |
| 15              | Pride Kakumei       | CHiCO Honeyworks | 278-291    | 1er juillet 2015 |
| 16              | Beautiful Days      | OKAMOTO'S        | 292-303    | 7 octobre 2015   |
| 17              | KNOW KNOW KNOW      | DOES             | 304-316    | 6 janvier 2016   |
| 18              | Kagerou             | ЯeaL             | 317-328    | 8 janvier 2017   |
| 19              | VS                  | BLUE ENCOUNT     | 329-341    | 1er octobre 2017 |
| 20              | Katte ni MY SOUL    | DISH//           | 342-353    | 7 janvier 2018   |
| 21              | I Wanna Be..        | SPYAIR           | 354-369    | 8 juillet 2018   |
| The Finale (22) | Dorakashinju        | DOES             | The Finale | 8 janvier 2021   |

### Fin
| Numéro               | Titre                              | Artiste                 | Épisodes | 1re date de diffusion |
| -------------------- | ---------------------------------- | ----------------------- | -------- | --------------------- |
| 1                    | Fūsen Gum                          | CAPTAIN STRAYDUM        | 1-13     | 4 avril 2006          |
| 2                    | Mr.Raindrop                        | Amplified               | 14-24    | 4 juillet 2006        |
| 3                    | Yuki no Tsubasa                    | Redballoon              | 25-37    | 5 octobre 2006        |
| 4                    | Candy Line                         | Hitomi Takahashi        | 38-49    | 11 janvier 2007       |
| 5                    | Shura                              | DOES                    | 50-62    | 5 avril 2007          |
| 6                    | Kiseki                             | Snowkel                 | 63-75    | 28 juin 2007          |
| 7                    | SIGNAL                             | KELUN                   | 76-87    | 4 octobre 2007        |
| 8                    | Speed Of Flow                      | The Rodeo Carburettor   | 88-99    | 10 janvier 2008       |
| 9                    | Sanagi                             | POSSIBILITY             | 100-112  | 3 avril 2008          |
| 10                   | This world is yours                | Plingmin                | 113-125  | 3 juillet 2008        |
| 11                   | I, Ai, Ai                          | Ghostnote               | 126-138  | 2 octobre 2008        |
| 12                   | Kagayaita                          | SHIGI                   | 139-150  | 8 janvier 2009        |
| 13                   | Asa Answer                         | PENGIN                  | 151-163  | 2 avril 2009          |
| 14                   | Wo Ai Ni                           | Hitomi Takahashi        | 164-176  | 2 juillet 2009        |
| 15                   | Wonderful Days                     | ONE☆DRAFT               | 177-189  | 1er octobre 2009      |
| 16                   | Sayonara no Sora                   | QWAI                    | 190-201  | 7 janvier 2010        |
| 17                   | Samurai Heart (Some Like it Hot!!) | SPYAIR                  | 202-214  | 4 avril 2011          |
| 18                   | Balance Doll                       | Prague                  | 215-227  | 4 juillet 2011        |
| 19                   | Anagura                            | Kuroneko Chelsea        | 228-240  | 3 octobre 2011        |
| 20                   | Nakama                             | Good Coming             | 241-252  | 9 janvier 2012        |
| 21                   | Moonwalk                           | MONOBRIGHT              | 253-256  | 4 octobre 2012        |
| 22                   | Expect                             | PAGE                    | 257-265  | 10 janvier 2013       |
| 23                   | Destiny                            | Negoto                  | 266-277  | 8 avril 2015          |
| 24                   | Saigo Made                         | Aqua Timez              | 278-291  | 1er juillet 2015      |
| 25                   | Glorious Days                      | THREE LIGHTS DOWN KINGS | 292-303  | 7 octobre 2015        |
| 26                   | Acchi Muite                        | Swimy                   | 304-316  | 6 janvier 2016        |
| 27                   | Silver                             | Rize                    | 317-328  | 8 janvier 2017        |
| 28                   | Hankou Seimei                      | Ayumikurikamaki         | 329-341  | 1er octobre 2017      |
| 29                   | Hanaichi Monme                     | BURNOUT SYNDROMES       | 342-353  | 7 janvier 2018        |
| 30                   | Hikari Shoumeiron                  | CHiCO with Honeyworks   | 354-367  | 8 juillet 2018        |
| The Semi-Finale (31) | Wadachi                            | SPYAIR                  | 368-369  | 15 janvier 2021       |

## Liste des épisodes

### Saison 1
| No | Titre anglais / français | Titre japonais | Titre japonais | Date de 1re diffusion |
| No | Titre anglais / français | Kanji | Rōmaji | Date de 1re diffusion |
| --- | --- | --- | --- | --------------------- |
| 1-2 | Enfoiré! T'es là et t'as pas encore Gintama !? | てめーらァァァ!!それでも銀魂ついてんのかァァァ                                                                          | Temeraaaa!! Soredemo Gintama tsuiten no kaaaa                                                                                         | 4 avril 2006          |
| [Filler] - Gintoki, Shinpachi, Kagura et le reste des personnages importants de la série sont présentés tout au long de ce premier double épisode (hors-série). Les Yorozuya reçoivent un client, Kato Ken, qui a perdu son travail et sa famille, à cause d’une affaire sordide. Mais il semblerait que cette histoire soit liée à un groupe d’Amanto qui a pour but de détruire Edo.                                                                         | | | |                       |
| 3 | Quelqu'un qui a naturellement les cheveux décolorés ne peut pas être mauvais. | 天然パーマに悪い奴はいない                                                                                              | Tennen pāma ni warui yatsu wa inai | 11 avril 2006         |
| [Chapitre 1] – Rencontre entre Gintoki et Shinpachi. | | | |                       |
| 4 | Faites attention! Le JUMP sort parfois le Samedi ! | ジャンプは時々土曜にでるから気をつけろ                                                                                  | JUMP wa tokidoki doyō ni deru kara ki o tsukero                                                                                       | 25 avril 2006         |
| [Chapitres 2-3] – Rencontre de Gintoki et Shinpachi avec Kagura. | | | |                       |
| 5 | Se faire des amis que vous pouvez appeler par leur surnom même lorsque vous serez de vieux cons.                                                                                          | ジジィになってもあだ名で呼び合える友達を作れ                                                                            | Jijii ni nattemo adana de yobiaeru tomodachi o tsukure                                                                                | 2 mai 2006            |
| [Chapitres 5-6] – Les yorozuya sont chargés de livrer un paquet chez une ambassade. Ils rencontrent par la même occasion Katsura, un ancien compagnon de Gintoki. | | | |                       |
| 6 | Lorsque l'on fait une promesse, il faut la tenir jusqu'à la mort ! | 一度した約束は死んでも守れ                                                                                              | Ichido shita yakusoku wa shindemo mamore                                                                                              | 9 mai 2006            |
| [Chapitre 7] – Un homme s'échappe de prison, à l'aide des Yorozuya, mais cela semble être pour une raison particulière. | | | |                       |
| 7 | Le maître devrait être plus responsable avec son animal de compagnie, jusqu'à la fin ! | ペットは飼い主が責任をもって最後まで面倒を見ましょう                                                                    | Petto wa kainushiga sekinin o motte saigo made mendō o mimashō                                                                        | 16 mai 2006           |
| [Chapitre 2] – Un prince Amanto a perdu quelque chose qui lui est précieux. Taizô Hasegawa du Bureau de l'Immigration doit le retrouver et demande aux Yorozuya de l'aider. | | | |                       |
| 8 | Il n'y a qu'une petite différence entre la persévérance et l'acharnement. | 粘り強さとしつこさは紙一重                                                                                              | Nebarizuyosa to shitsukosa wa kamihitoe                                                                                               | 23 mai 2006           |
| [Chapitre 8] – Une équipe de télévision filme le Shinsengumi durant une journée. Le Shinsengumi semble plus sérieux que les Yorozuya. Gintoki va-t-il perdre sa place de personnage principal ? Pendant ce temps, Kondô semble avoir rencontré la femme de sa vie. | | | |                       |
| 9 | Le combat devrait se faire avec les poings. | 喧嘩はグーでやるべし | Kenka wa gū de yarubeshi | 30 mai 2006           |
| [Chapitre 9] – La nouvelle de la défaite de Kondô s'est répandue dans le Shinsengumi. Ils sont tous décidés à trouver ce mystérieux samouraï aux cheveux argentés et verger leur Commandant. | | | |                       |
| 10 | Quand vous êtes fatigués, prenez quelque chose d'acide | 疲れたときは酸っぱいものを                                                                                              | Tsukareta toki wa suppai mono o | 6 juin 2006           |
| [Chapitre 10] – Kagura trouve un énorme chien près de leur enseigne. Elle l'appelle Sadaharu et veut l'adopter mais Gintoki refuse catégoriquement. | | | |                       |
| 11 | Une boulette que t'as mâchée et recrachée, c'est plus une boulette, abruti ! | べちゃべちゃした団子なんてなァ団子じゃねぇバカヤロー                                                                    | Becha becha shita dango nantena dango jane bakayarō                                                                                   | 13 juin 2006          |
| [Chapitre 11] – Shinpachi se retrouve à l'hôpital après s'être fait renverser. Là-bas, les Yorozuya rencontrent un viel homme coureur de jupons. Après avoir appris qu'ils étaient des freelanceurs, il réagit de manière plutôt excessive. | | | |                       |
| 12 | Habituellement, les gens qui font une bonne première impression puent. | 第一印象がいい奴にロクな奴はいない                                                                                      | Daiichi inshō ga ii yatsu ni roku na yatsu wa inai                                                                                    | 13 juin 2006          |
| [Chapitre 4] – Otose embauche une amanto aux oreilles de chat, Catherine. Elle dit chercher de l'argent pour aider sa famille, mais ne semble pas si honnête qu'elle veuille le faire penser. | | | |                       |
| 13 | Si tu te déguises, fais-le de tout ton cœur ! | コスプレするなら心まで飾れ                                                                                              | Kosupure suru nara kokoro made kazare                                                                                                 | 20 juin 2006          |
| [Chapitres 12-13-14] – Les Yorozuya doivent partir à la recherche d'une fille à la demande de son père. Mais elle semble impliquée dans une affaire louche avec des Amantos particuliers : il s'agit des pirates les plus violents de l'espace, les Harusame. | | | |                       |
| 14 | Les garçons ont une étrange croyance qui leur fait penser qu'ils deviennent des hommes en touchant une grenouille / Vous devez seulement vous laver les aisselles... Juste les aisselles. | 男にはカエルに触れて一人前みたいな訳のわからないルールがある / 脇だけ洗っときゃいいんだよ脇だけ                         | Otoko ni wa kaeru ni sawarete ichininmae mitai na wake no wakaranai rūru ga aru / Waki dake arattokya iin dayo waki dake              | 4 juillet 2006        |
| [Chapitres 15-23] – Le Shinsengumi a appris pour l'affaire de drogue dirigée par les Harusame. Un Amanto mais également membre important du Shogunat est impliqué et les Séparatistes essayent de l'assassiner. Le Shinsengumi reçoit alors la mission de le protéger. Dans la deuxième partie de l'épisode Kagura aide une fille qui se fait embêter dans le parc. Elles se lient rapidement d'amitié, mais elle semble être une fille différente des autres. | | | |                       |
| 15 | Les animaux ressemblent à leurs maîtres. | 飼い主とペットは似る | Kainushi to petto wa niru | 11 juillet 2006       |
| [Chapitre 20] – Un ancien compagnon de Katsura, Sakamoto, lui offre une créature étrange. Les Yorozuya décident de participer au concours de l'Animal Etrange et Unique avec Sadaharu, pour gagner la récompense et pouvoir payer leur loyer. | | | |                       |
| 16 | Si vous arrêtez et réfléchissez, votre vie est beaucoup plus longue en tant que vieil homme qu'en tant qu'enfant !                                                                        | 考えたら人生ってオッさんになってからの方が長いじゃねーか!怖っ!!                                                         | Kangaetara jinseitte ossan ni natte kara no hō ga nagaijane-ka! kowa!!                                                                | 18 juillet 2006       |
| [Chapitre 16] – On retrouve Hasegawa, qui a perdu son emploi depuis la dernière fois après avoir frappé le prince Hata. Il n'a aucun plus aucun travail et traîne pendant la journée, ce qui lui vaut le surnom de Madao. | | | |                       |
| 17 | Pères et fils partagent toujours leurs pires talents. | 親子ってのは嫌いなとこばかり似るもんだ                                                                                  | Oyakotte no wa kirai na tokobakari niru mon da                                                                                        | 25 juillet 2006       |
| [Chapitres 29-30-31] – Un ancien compagnon de guerre de Gintoki et Katsura, connu également pour être le samouraï le plus dangereux et recherché, fait son apparition. Sachant que le Shogun participe à une fête qui a bientôt lieu, ce mystérieux personnage semble préparer quelque chose contre lui. Pendant ce temps, le meilleur inventeur d’Edo, Hiraka, doit réaliser une attraction pour le Shogun à la fête. Mais les Yorozuya s’en mêlent…          | | | |                       |
| 18 | Ah ! La maison est la où le cœur y est. | ああやっぱり我が家が一番だわ                                                                                            | Aa yappari wagayaga ichiban da wa | 1er août 2006         |
| [Chapitre 28] – Otae est victime de vols de culottes et souhaite arrêter le responsable. Les Yorozuya et le Shinsengumi collaborent pour faire face à cet ennemi redoutable. | | | |                       |
| 19 | Pourquoi la mer est salée? Probablement parce que les gens de la ville l'utilisent comme toilettes !                                                                                      | 海がなぜしょっぱいだと?オメーら都会人が泳ぎながら用足してくからだろーがァァ                                             | Umi ga naze shoppai dato? Ome-ra tokaijin ga oyoginagara yō tashiteku kara darō-gaaa                                                  | 8 août 2006           |
| [Chapitre 32] – Gintoki et Hasegawa ont dépensé tout leur argent dans le Pachinko. Désespéré, ils apprennent alors qu’un monstre vit dans la mer et empêche les gens de se baigner. Une grosse prime est garantie pour ceux qui le captureront. Les deux hommes acceptent donc le travail mais partir à la mer sans un peu d’argent, c’est plutôt difficile.                                                                                                   | | | |                       |
| 20 | Attention au tapis roulant ! | ベルトコンベアには気をつけろ                                                                                            | Beruto konbea ni wa ki o tsukero | 15 août 2006          |
| [Chapitres 33-34] – Une femme en kimono rouge attaque les membres du Shinsengumi. Tout porte à croire qu’il s’agit d’un fantôme. Kondô fait appel alors à des exorcistes, qui nous semblent quelque peu familiers. | | | |                       |
| 21 | Sois au moins un homme, Kajiki ! / Soyez prudent, si vous dormez avec le ventilateur, vous aurez des maux de ventre.                                                                      | 男ならとりあえずカジキ / 扇風機つけっぱなしで寝るとおなか壊しちゃうから気をつけて                                       | Otoko nara toriaezu kajiki / Senpūki tsukeppanashide neruto onaka kowashichau kara ki o tsukete                                       | 22 août 2006          |
| [Chapitres 18-81] – Les Yorozuya rencontrent une créature ressemblant à un kappa, vivant dans un lac. Le propriétaire du terrain désire détruire ce lieu mais la créature refuse de partir, pour honorer une promesse. Dans la deuxième partie de l'épisode Gintoki chercher un ventilateur pour lutter contre la chaleur étouffante, mais le sort semble être contre lui.                                                                                     | | | |                       |
| 22 | Le mariage est une erreur que vous faites pour le reste de votre vie. | 結婚とは勘違いを一生涯し続けることだ                                                                                    | Kekkon to wa kanchigai o isshōgai shitsuzukeru koto da                                                                                | 5 septembre 2006      |
| [Chapitre 40] – Les Yorozuya découvrent une ninja chez eux, dans une situation qui prête à confusion. | | | |                       |
| 23 | En ces temps troublés on doit rire, rire et toujours rire! | 困ったときは笑っとけ笑っとけ                                                                                            | Komatta toki wa warattoke warattoke                                                                                                   | 12 septembre 2006     |
| [Chapitres 26-27] – Kagura a gagné un voyage dans l’espace pour trois personnes. Ils rencontrent par la même occasion Sakamoto, l’ancien compagnon de Gintoki. | | | |                       |
| 24 | Un joli visage cache toujours quelque chose. | カワイイ顔には必ず何かが隠れてる                                                                                        | Kawaii kao ni wa kanarazu nanikaga kakureteru                                                                                         | 19 septembre 2006     |
| [Chapitres 38-39] – Après s’être disputé avec le patron d’un bar de travestis, Gintoki doit travailler dans cet endroit, où il retrouve une connaissance… | | | |                       |
| 25 | Le Nabe est une représentation miniature de la vie. | 鍋は人生の縮図である | Nabe wa jinsei no shukuzu de aru | 5 octobre 2006        |
| [Chapitre 100] – Les Yorozuya se réunissent autour d’un sukiyaki dans le but de se remémorer les meilleurs moments. Au lieu de ça, ils décident de se battre pour la viande du repas… | | | |                       |
| 26 | Ne soyez pas timides… Levez les mains et dites-le ! | 恥ずかしがらずに手を挙げて言え                                                                                          | Hazukashi garazu ni te o agete ie | 12 octobre 2006       |
| [Chapitres 36-37] – Les Yorozuya doivent remplacer Hasegawa au magasin. Shinpachi retrouve son ami d’enfance, Taka-Chin, qui s’apprêtait à voler. | | | |                       |
| 27 | Rengokukan, mais que se passe-t-il ? | 刀じゃ斬れないものがある                                                                                                | Katana ja kirenai mono ga aru | 19 octobre 2006       |
| [Chapitres 42-43-44] – Okita montre aux Yorozuya une arène illégale où se déroulent des combats violents et sanglants. Le gouvernement est peut-être impliqué dans l’existence de cet endroit. Okita, faisant partie du Shinsengumi, ne peut donc pas intervenir. Il demande alors aux Yorozuya de recueillir des informations sur le combattant le plus fort de l’arène, Kidoumaru, dans l’espoir de pouvoir fermer cet endroit.                              | | | |                       |
| 28 | Les bonnes choses n'arrivent jamais en même temps, mais les mauvaises si ! | いい事は連続して起こらないくせに悪い事は連続して起こるもんだ)                                                           | Ii koto wa renzoku shite okoranai kuse ni warui koto wa renzoku shite okoru mon da                                                    | 26 octobre 2006       |
| [Chapitre 45] – L’horoscope de Kondô se révèle très funeste, puisqu’il affirme qu’il va mourir aujourd’hui. Il préfère ne pas prendre de risques, mais c’est sans compter la venue de Matsudaira, le chef du département de la police. | | | |                       |
| 29 | Pas de panique ! Il y a un truc qui s'appelle réflexion ! / Vous devez lire le journal, ou au moins regarder la tv !                                                                      | テレビとか新聞とかちゃんと見ないとダメだって                                                                            | Terebi toka shinbun toka chanto minaito damedatte                                                                                     | 2 novembre 2006       |
| [Chapitres 35-47] – Kagura souhaite gagner de l’argent pour acheter ce que propose la Télé-Shopping. Pendant ce temps, un voleur de sabre sévit en ville. Dans la deuxième partie de l'épisode les Yorozuya découvrent des cafards géants chez eux, qui commencent également à envahir Edo! | | | |                       |
| 30 | Même les idoles font à peu près les mêmes choses que vous les gars ! | アイドルだってほぼお前らと同じ事やってんだよ                                                                            | Aidoru datte hobo omaera to onaji koto yattendayo                                                                                     | 9 novembre 2006       |
| [Chapitre 19] – Otsuu, l’idole, a un petit ami! Pour cela elle a reçu une lettre de menace et a l’impression d’être suivie. Elle va voir les Yorozuya pour leur demander de l’aide. | | | |                       |
| 31 | Les choses qui n'ont pas d'importance sont celles que vous ne pouvez pas oublier. | どうでもいい事に限ってなかなか忘れない                                                                                  | Dōdemoii koto ni kagitte nakanaka wasurenai                                                                                           | 16 novembre 2006      |
| [Chapitre 50] – Gintoki est victime d'un accident de la route qui lui fait perdre la mémoire. Ses amis essayent donc de tout faire pour raviver des souvenirs en lui. | | | |                       |
| 32 | La vie est en mouvement tel un tapis roulant. | 人生はベルトコンベアのように流れる                                                                                      | Jinsei wa beruto konbea no yōni nagareru                                                                                              | 23 novembre 2006      |
| [Chapitres 51-52] – Suite de l'épisode 31 | | | |                       |
| 33 | C'est impoli de se tromper dans les noms. | 人の名前とか間違えるの失礼だ                                                                                            | Hito no namae to ka machigaeru no shitsurei da                                                                                        | 30 novembre 2006      |
| [Chapitre 54] – Les Yorozuya doivent reconstruire leur bureau, mais avec de tels incompétents, c’est mission impossible sans causer des dégâts. Heureusement, ils reçoivent quelque chose qui pourrait les aider… | | | |                       |
| 34 | Il n'y a pas besoin de manuel pour l'amour. | 恋にマニュアルなんていらない                                                                                            | Koi ni manyuaru nante iranai | 7 décembre 2006       |
| [Chapitres 85-86] – Shinpachi rencontre une fille aux oreilles de chat, qui ne la laisse pas indifférente. Serait-ce le début d’une histoire d’amour? | | | |                       |
| 35 | Il n'y a pas besoin de manuel pour l'amour (combat prolongé)/ Ne jugez pas quelqu'un juste sur son apparence.                                                                             | 恋にマニュアルなんていらない(延長戦) / 外見だけで人を判断しちゃダメ                                                     | Koi ni manyuaru nante iranai (enchōsen) / Gaiken dake de hito o handan shicha dame                                                    | 14 décembre 2006      |
| [Chapitres 86-65] – Première partie : suite de l'épisode 34. Dans la deuxième partie de l'épisode Matsudaira fait appel au Shinsengumi pour séparer sa fille et son petit ami. | | | |                       |
| 36 | Ceux qui ont eu peur parlent le plus. | すねに傷がある奴ほどよくしゃべる                                                                                        | Sune ni kizu ga aruyatu hodo yoku shaberu                                                                                             | 21 décembre 2006      |
| [Chapitres 48-49] – Une petite organisation prétend avoir des pouvoirs psychiques permettant de réaliser les rêves des autres. Une amie d’Otae est victime de cette escroquerie, se faisant voler tout son argent. | | | |                       |
| 37 | Ceux qui se plaignent que le Père Noël n'existe pas croient qu'il existe / Ce n'est pas la cloche du temps qui éteindra les passions ! Il faut les maitriser soi-même.                    | サンタなんていねーんだよって言い張る奴こそホントはいるって信じたいんだよ / 煩悩が鐘で消えるかァァ己で制御しろ己で       | Santa nante inēndayotte iiharu yatsu koso honto ha irutte shinjitaindayo / Bonnō ga kane de kieru kaaa onore de seigyo shiro onore de | 28 décembre 2006      |
| [Chapitres 99-53] – Gintoki rencontre le Père Noël et son renne qui ont cassé leur traîneau, ce qui les empêche d’aller donner les cadeaux. Gintoki va alors les « aider ». Dans la deuxième partie de l'épisode c’est le réveillon du nouvel an et Gintoki rencontre un homme qui se bat avec lui pour le dernier Shonen Jump restant. | | | |                       |
| 38 | Seuls les petits enfants sont excités par la neige / Manger de la glace en hiver est assez inconvenable.                                                                                  | 雪ではしゃぐの子供だけ / 冬に食べるアイスもなかなかオツなモンだ                                                         | Yuki de hashagu no kodomo dake / Fuyu ni taberu aisu mo nakanaka otsu na monda                                                        | 11 janvier 2007       |
| [Chapitres 103-56] – Les Yorozuya participent au festival de sculpture du quartier Kabuki. Dans la deuxième partie de l'épisode sera racontait l'histoire d’un vieil homme abandonnant son métier d’artificier pour s’occuper de sa femme malade. | | | |                       |
| 39 | Les magasins de ramen qui n'ont qu'une seule variété de ramen ne sont plus trop au top de la mode.                                                                                        | メニューが多いラーメン屋はたいてい流行ってない                                                                          | Menyū ga ōi rāmen'ya wa taitei hayattenai                                                                                             | 18 janvier 2007       |
| [Chapitre 55] – Katsura se fait de nouveau poursuivre par le Shinsengumi, mais il réussit à se cacher chez une propriétaire d’un restaurant de ramens, Ikumatsu. | | | |                       |
| 40 | Prévoyez comment vous élèverez vos enfants. | 子作りは計画的に | Kozukuri wa keikaku teki ni | 25 janvier 2007       |
| [Chapitres 57-58] – Arc Umibozu | | | |                       |
| 41 | Tu ne peux pas savoir si un film est drôle en regardant juste le titre. | タイトルだけじゃ映画の面白さはわかんない                                                                                | Taitoru dakeja eiga no omoshirosa wa wakannai                                                                                         | 1er février 2007      |
| [Chapitres 59-60-61] – Arc Umibozu | | | |                       |
| 42 | Un ver de terre va enfler si tu pisses dessus ! | ミミズにおしっこかけると腫れるよ                                                                                        | Mimizu ni oshikko kakeru to hareruyo                                                                                                  | 8 février 2007        |
| [Chapitres 61-62-63] – Arc Umibozu | | | |                       |
| 43 | Un lecteur devrait reconnaître un personnage juste à sa silhouette. / Since it ended a bit quick, we're starting the next one.                                                            | キャラクターはシルエットだけで読者に見分けがつくように描きましょう / なんか早く終わっちャったので次回の話をはじめちゃう | Kyarakutā wa shiruetto dake de dokusha ni miwakega tsukuyōni kakimashō / Nanka hayaku owachatta node jikai no hanashi o hajimechau    | 15 février 2007       |
| [Chapitres 64-67] – À la suite du départ de Kagura, les filles de Gintama se battent pour prendre sa place d'héroine ... | | | |                       |
| 44 | Maman est occupée, alors arrêtez de piquer une crise pendant le dîner. | お母さんだって忙しいんだから夕飯のメニューに文句つけるの止めなさい                                                      | Okāsan datte isogashiin dakara yūhan no menyū ni monku tsukeru no yamenasai                                                           | 22 février 2007       |
| [Chapitres 67-68-69] – Elizabeth a été capturée ! Les yorozuya et katsura doivent s'entrainer aux arts ninja avec Sa-chan pour la sauver | | | |                       |
| 45 | Quand vous promenez votre chien, assurez-vous qu'il ne soit pas trop rapide. | 愛犬の散歩は適度なスピードで                                                                                            | Aiken no sanpo wa tekido na supīdo de                                                                                                 | 1er mars 2007         |
| [Chapitres 71-72-73] – Arc Inugami | | | |                       |
| 46 | Gardez-vous des jeux XX jusqu'à vos 20 ans. | XX遊びは20歳になってから                                                                                                | XX asobi wa hatachi ni natte kara | 8 mars 2007           |
| [Chapitre 74] – Conclusion de l'Arc Inugami, la prêtresse Ane entre en compétition avec Tae pour devenir la meilleure hôtesse du club | | | |                       |
| 47 | Les cerises deviennent-elles des cerisiers en fleurs ? | さくらんぼってアレ桜の木になるの?                                                                                       | Sakuranbotte are sakura no kini naruno?                                                                                               | 15 mars 2007          |
| [Chapitre 66] – Les yorozuya ont un nouveau voisin : Hedoro ... | | | |                       |
| 48 | Deux personnes similaires se disputent forcément. / Quoi que tu fasses tu te dois de gagner !                                                                                             | 似てる二人は喧嘩する / 何であれ やるからには負けちゃダメ                                                                | Niteru futari wa kenka suru / Nande are yarukara niwa makecha dam                                                                     | 22 mars 2007          |
| [Chapitres 75-76] – Hijikata est en congé, cependant il va croiser une certaine personne à de nombreuses reprises ... | | | |                       |
| 49 | Une vie sans paris est comme un sushi sans wasabi. | ギャンブルのない人生なんてわさび抜きの寿司みてぇなもんだ                                                                | Gyanburu no nai jinsei nante wasabi nuki no sushi mitē na monda                                                                       | 29 mars 2007          |
| [Chapitre 70] – Gintoki et Hasegawa s'endettent au casino, ils doivent repayer leur dette auprès d'une des 4 dévas du quartier Kabuki, la amanto Kujyaku Kada | | | |                       |

### Saison 2
| No | titre français/anglais | Titre japonais | Titre japonais | Date de 1re diffusion |
| No | titre français/anglais | Kanji | Rōmaji | Date de 1re diffusion |
| --- | --- | --- | --- | --------------------- |
| 50 | Répand l'esprit combatif, c'est crucial! | 節目節目に気合を入れ直せ | Fushime fushime ni kiai o irenaose | 5 avril 2007          |
| [Filler] - L'anime Gintama atteint sa deuxième année ! Gintoki estime qu'il y a besoin d'une amélioration ... | | | |                       |
| 51 | Le lait devrait être servi à température ambiante | ミルクは人肌の温度で | Miruku wa hitohada no ondo de | 12 avril 2007         |
| [Chapitres 77-78] – Arc Querelle de garde d'enfant | | | |                       |
| 52 | Quand vous voulez rencontrer quelqu'un commencez par faire un "appo". | 人に会うときはまずアポを | Hito ni au toki wa mazu apo o | 19 avril 2007         |
| [Chapitres 79-80] – Arc Querelle de garde d'enfant | | | |                       |
| 53 | Le stress peut mener à l'usure, mais si vous essayez de ne pas être stressé, cela vous stressera davantage tellement il n'y a rien que l'on puisse faire                                    | ストレスはハゲる原因になるがストレスをためないように気を配るとそこでまたストレスがたまるので結局僕らにできることなんて何もない | Sutoresu wa hage no gen'in ni naru ga sutoresu o tamenai yōni ki o kubaruto sokode mata sutoresu ga tamarunode kekkyoku bokurani dekiru koto nante nanimo nai | 26 avril 2007         |
| [Chapitres 21-22] – Un pyromane sévit dans le quartier Kabuki, Gintoki fait la rencontre d'une pompier déterminée à l'arrêter | | | |                       |
| 54 | Presque toutes les mères sont les mêmes | どこの母ちゃんもだいたい同じ                                                                                                   | Doko no kāchan mo daitai onaji | 3 mai 2007            |
| [Chapitres 104-105] – Arc Mère | | | |                       |
| 55 | Ne fais pas de bruit quand tu mâches | もの食べるときクチャクチャ音をたてない                                                                                         | Mono taberu toki kucha kucha oto o tatenai | 10 mai 2007           |
| [Chapitres 105-106] – Arc Mère | | | |                       |
| 56 | Fais attention aux commandants d'un jour, Rottenmeier-san | 一日局長に気をつけろッテンマイヤーさん                                                                                         | Ichinichi kyokuchō ni ki o tsukerottenmaiyā-san | 17 mai 2007           |
| [Chapitres 101-102] – Afin d'améliorer sa réputation, le Shinsengumi entre en collaboration avec l'idole Otsu | | | |                       |
| 57 | Quand vous cherchez quelque chose que vous avez perdu, refaites ce que vous faisiez le jour où vous l'avez perdu                                                                            | 無くした物を探すときはその日の行動をさかのぼれ                                                                                 | Nakushita mono o sagasu toki wa sono hi no kōdō o sakanobore                                                                                                  | 24 mai 2007           |
| [Filler] - Alors qu'ils s’apprêtaient à échanger des marchandises, le Kaientai se fait attaquer ... | | | |                       |
| 58 | Le pain fourré aux croquettes est définitivement le plus populaire en magasin | 売店ではやっぱりコロッケパンが一番人気                                                                                         | Baiten de wa yappari korokke pan ga ichiban ninki | 31 mai 2007           |
| [Chapitres 89-90] – Arc Benizakura | | | |                       |
| 59 | Ne laisse pas ton parapluie derrière toi. | 傘の置き忘れに注意 | Kasa no okiwasure ni chūi | 7 juin 2007           |
| [Chapitres 91-92] – Arc Benizakura | | | |                       |
| 60 | Le soleil se lèvera toujours | 陽はまた昇る | Hi wa mata noboru | 14 juin 2007          |
| [Chapitres 93-94] – Arc Benizakura | | | |                       |
| 61 | Les insectes de l'obscurité se rassemblent vers la lumière | 闇夜の虫は光に集う | Yamiyo no mushi wa hikari ni tsudou | 21 juin 2007          |
| [Chapitres 95-96-97] – Arc Benizakura | | | |                       |
| 62 | Le chasseur de momie devient lui-même une momie | ミイラ捕りがミイラに | Miira tori ga miira ni | 28 juin 2007          |
| [Chapitre 98] – Conclusion de l'Arc Benizakura : Yamazaki est envoyé par Hijikata pour enquêter sur Gintoki… | | | |                       |
| 63 | Ne vous fiez pas au "prochainement" de la prochaine parution du Jump | ジャンプの次号予告は当てにならない                                                                                             | Janpu no jigō yokoku wa ateni naranai | 5 juillet 2007        |
| [Chapitre 124] – Zenzou est ordonné de kidnapper une enfant ayant des pouvoirs de prédiction ... | | | |                       |
| 64 | Nmaibou peut étonnamment bien remplir votre estomac | んまい棒は意外とお腹いっぱいになる                                                                                             | Nmaibō wa igai to onaka ippai ni naru | 12 juillet 2007       |
| [Chapitre 108] – Katsura est interviewé par Hanano Ana sur le fonctionnement du Jouishishi… | | | |                       |
| 65 | Les garçons apprennent les valeurs de la vie à travers les scarabées | 少年はカブト虫を通し生命の尊さを知る                                                                                           | Shōnen wa kabutomushi o tōshi seimei no tōtosa o shiru | 19 juillet 2007       |
| [Chapitres 83-84] – Les yorozuya partent à la chasse aux scarabées suit à la défaite de Kagura face à Sougo dans un combat de scarabées… | | | |                       |
| 66 | Dango sous les fleurs | 華より団子 | Hana yori dango | 26 juillet 2007       |
| [Chapitre 109] – Un vieux magasin de dango peine à rester ouvert face à la concurrence du voisin Amanto : le magasin Androméda | | | |                       |
| 67 | Si tu continues à courir, tu continueras forcément à vivre / La meilleure petite amie est définitivement Minami-chan                                                                        | 走り続けてこそ人生 / 理想の彼女はやっぱり南ちゃん                                                                              | Hashiri tsuzukete koso jinsei / Risō no kanojo wa yappari Minami-chan                                                                                         | 2 août 2007           |
| [Chapitres 87-88] – Episode en 2 parties : Partie 1 Gintoki percute une factrice qui s'avère être une amanto qui doit être en mouvement perpétuel pour rester en vie ... Partie 2 : Sa-chan est envoyée en mission à l’hôpital pour démanteler un trafic d'organes ...                       | | | |                       |
| 68 | On peut tomber sur des fantômes n'importe où | 渡る世間はオバケばかり | Wataru seken wa obake bakari | 9 août 2007           |
| [Chapitre 82] – Un festival se tient en ville, les yorozuya sont sollicités pour tenir une attraction d'épouvante… | | | |                       |
| 69 | S'il vous plaît, suivez les règles de tri de vos ordures | ゴミの分別回収にご協力下さい                                                                                                   | Gomi no bunbetsu kaishū ni gokyōryoku kudasai | 16 août 2007          |
| [Chapitres 140-141] – Arc Fuyou/Tama | | | |                       |
| 70 | Etre trop mignon peut agacer les gens | 可愛いモノも多すぎると気持ち悪い                                                                                               | Kawaii mono mo ōsugiru to kimochi warui | 23 août 2007          |
| [Chapitres 142-143-144] – Arc Fuyou/Tama | | | |                       |
| 71 | Certaines données ne peuvent être effacées. | 消せないデータもある | Kesenai dēta mo aru | 30 août 2007          |
| [Chapitres 144-145-146] – Arc Fuyou/Tama | | | |                       |
| 72 | Une patte de chien est pleine d'arômes /C'est parti avec la conduite "peut-être". | 犬の肉球はこうばしい匂いがする/かもしれない運転で行け                                                                          | Inu no nikukyū wa kōbashii nioi ga suru/Kamoshirenai unten de ike                                                                                             | 6 septembre 2007      |
| [Chapitres 126-125] – Episode en 2 parties Partie 1 : Sadaharu est en chal... Amoureux ! Partie 2 : Katsura doit passer le permis afin d'être autorisé à louer des DVDs ... | | | |                       |
| 73 | Demande-toi si les champignons matsutake ont vraiment bon goût. | そんなに松茸って美味しいもんなのか一度良く考えてみよう                                                                         | Sonna ni matsutakette oishii mon nanoka ichido yoku kangaete miyō                                                                                             | 13 septembre 2007     |
| [Chapitres 41] – Les yorozuya partent à la chasse aux champignons afin de payer le loyer ... | | | |                       |
| 74 | Un mangaka est un pro après avoir fait des tonnes de manuscrits. | 漫画家は原稿のストックが出来てこそ一人前                                                                                       | Mangaka wa genkō no sutokku ga dekitekoso ichininmae | 20 septembre 2007     |
| [Chapitres 133-134] – Une épidémie de monosourcils frappe Edo ... | | | |                       |
| 75 | Plains toi de ton boulot en dehors de chez toi, pas à l'intérieur! | 仕事のグチは家でこぼさず外でこぼせ!                                                                                            | Shigoto no guchi wa ie de kobosazu soto de kobose! | 27 septembre 2007     |
| [Filler] - Épisode récapitulatif + annonce du film sur l'arc Benizakura + les yorozuya et le prince Hata s'amusent à doubler d'autres personnages… | | | |                       |
| 76 | Dans des moments comme ceux-là, reste calme et prépare quelques sekihan | そういう時は黙って赤飯 | Sō iu toki wa damatte sekihan | 4 octobre 2007        |
| [Chapitres 110-111] – Arc du Clan Yagyuu | | | |                       |
| 77 | L'ennemi d'hier est d'une manière ou d'une autre l'ennemi d'aujourd'hui. | 昨日の敵は今日もなんやかんやで敵                                                                                               | Kinō no teki wa kyō mo nan'ya kan'ya de teki | 11 octobre 2007       |
| [Chapitres 111-112-113-114] – Arc du Clan Yagyuu | | | |                       |
| 78 | Une personne qui est difficile avec la nourriture est aussi difficile avec les gens | 食べ物の好き嫌いが多い人は人間の好き嫌いも多い                                                                                 | Tabemono no sukikirai ga ōi hito wa ningen no sukikirai mo ōi                                                                                                 | 18 octobre 2007       |
| [Chapitres 115-116] – Arc du Clan Yagyuu | | | |                       |
| 79 | Il y a un paquet de connaissances quand tu réunis 4 personnes | 四人揃えばいろんな知恵 | Yonin soroeba ironna chie | 25 octobre 2007       |
| [Chapitres 117-118] – Arc du Clan Yagyuu | | | |                       |
| 80 | Quand une personne qui porte des lunettes les enlève, on a l'impression qu'il manque quelque chose, comme s'il manquait une partie de cette personne.                                       | 普段眼鏡をかけてる奴が眼鏡を外すとなんかもの足りない パーツが一個足りない気がする                                              | Fudan megane o kaketeru yatsu ga megane o hazusuto nanka mono tarinai, pātsu ga ikko tarinai kigasuru                                                         | 8 novembre 2007       |
| [Chapitres 119-120-121] – Arc du Clan Yagyuu | | | |                       |
| 81 | Le meilleur maquillage d'une femme est son sourire | 女の一番の化粧は笑顔 | Onna no ichiban no keshō wa egao | 15 novembre 2007      |
| [Chapitres 122-123] – Arc du Clan Yagyuu | | | |                       |
| 82 | Si vous dites "mignon" à répétition vous commencez à vous trouver mignon vous-même, n'est-ce pas?/ Vous ne faites pas la queue pour du ramen, vous faites la queue pour l'auto-satisfaction | カワイイを連発する自分自身をカワイイと思ってんだろ / ラーメンのために並ぶんじゃない自己満足のため並ぶんだ                      | Kawaii o renpatsu suru jibun jishin o kawaii to omottendaro / Rāmen no tameni narabun janai jikomanzoku no tame narabun da                                    | 22 novembre 2007      |
| [Filler] + [Chapitre 25] - Partie 1 : Le manque d'argent se fait ressentir chez les yorozuya, heureusement un village cherche des exterminateurs de monstres Partie 2 : La fille de l'arc Harusame redemande l'aide des yorozuya pour son petit ami ...                                      | | | |                       |
| 83 | La chance n'a rien à voir avec le rang. | 運に身分は関係ない | Unni mibun wa kankei nai | 29 novembre 2007      |
| [Chapitres 127-128] – Les hôtesses du club de Tae tombent toutes malades, le patron sollicite les yorozuya afin de trouver de nouvelles hôtesses pour un client important ... | | | |                       |
| 84 | Le coeur des hommes est un œuf dur. | 男は心に固ゆで卵 | Otoko wa kokoro ni katayude tamago | 6 décembre 2007       |
| [Chapitre 135] – Arc Détective tenace | | | |                       |
| 85 | Un œuf dur ne se laissera pas écraser. | 固ゆで卵は潰れない | Katayude tamago wa tsuburenai | 13 décembre 2007      |
| [Chapitres 136-137] – Arc Détective tenace | | | |                       |
| 86 | Il n'est pas rare que la fatigue s'envole lorsque l'on est trop captivé à compter les moutons.                                                                                              | 羊数えるの自体に夢中になったりして結局眠れないことも多い                                                                       | Hitsuji kazoeru no jitaini muchū ni nattarishite kekkyoku nemurenai koto mo ōi                                                                                | 20 décembre 2007      |
| [Chapitres 129-130] – Arc Mitsuba Okita | | | |                       |
| 87 | Une femme qui demande si elle est plus importante que le travail mérite de subir un german suplex                                                                                           | 私と仕事どっちが大事なのかという女にはジャーマンスープレックス                                                                 | Watashi to shigoto dotchiga daiji nanokato iu onna ni wa jāman sūpurekkusu                                                                                    | 27 décembre 2007      |
| [Chapitres 131-132] – Arc Mitsuba Okita | | | |                       |
| 88 | Un gôkon est surtout divertissant au début | 合コンは始まるまでが一番楽しい                                                                                                 | Gōkon wa hajimaru madega ichiban tanoshii | 10 janvier 2008       |
| [Chapitres 138-139] – Toujo demande de l'aide aux yorozuya afin d'empêcher le changement de sexe de Kyubei ... | | | |                       |
| 89 | Ca ne se passe jamais deux fois sans trois. | | Nido aru koto wa sando aru. | 17 janvier 2008       |
| [Chapitre 150] – Le sabre en bois de Gintoki réveille les yorozuya afin de leur dévoiler sa technique ultime ! Il est en de même au Shinsengumi avec un autel... | | | |                       |
| 90 | Plus ça a un bon goût, plus ça fait mal une fois périmé | 美味しいものほど当たると恐い                                                                                                   | Oishii mono hodo ataru to kowai | 24 janvier 2008       |
| [Chapitre 46] – Hasegawa et Elizabeth se trouvent à l’hôpital après un accident de voiture, ils sont vite rejoints par les yorozuya et apprennent qu'une infirmière en pince pour un des patients ...                                                                                        | | | |                       |
| 91 | Si vous voulez perdre du poids, bougez au lieu de manger ! | やせたいなら動け 食べるな | Yasetai nara ugoke taberuna | 31 janvier 2008       |
| [Chapitres 156-157] – Kagura a pris beaucoup de poids, elle décide de rejoindre un dojo d'amaigrissement ... | | | |                       |
| 92 | Sois une personne qui peut voir la valeur des gens plutôt que leur points faibles | 人の短所を見つけるより長所を見つけられる人になれ                                                                               | Hito no tansho o mitsukeru yori chōsho o mitsukerareru hito ni nare.                                                                                          | 7 février 2008        |
| [Chapitre 152] – Un sniper est engagé pour tuer Matsudaira, cependant il est décontenancé en apercevant Gintoki ... | | | |                       |
| 93 | Même les super-héros ont leur soucis | ヒーローだって悩んでる | Hīrō datte nayan deru | 14 février 2008       |
| [Chapitre 151] – Une géante du nom de Spacewoman débarque sur Terre ... | | | |                       |
| 94 | Si vous êtes dans un train, pensez à vous accrocher à la poignée à deux mains | 電車に乗る時は必ず両手をつり革に                                                                                               | Densha ni noru toki wa kanarazu ryōte o tsurikawani | 21 février 2008       |
| [Chapitre 153] – Arc Procès de Taizō Hasegawa | | | |                       |
| 95 | Si t'es un homme, sois un madao | 男たちよマダオであれ | Otoko tachi yo madao de are | 28 février 2008       |
| [Chapitres 154-155] – Arc Procès de Taizō Hasegawa | | | |                       |
| 96 | N'abandonnez pas, les mecs ! | 男なら諦めるな | Otoko nara akirameru na | 6 mars 2008           |
| [Chapitres 170-171] – Umibozu vient à la rescousses de survivants dans une planète infectée par un parasite ... | | | |                       |
| 97 | Les souvenirs du passé doivent être exagérés de 30 % / Les hommes ne peuvent pas résister aux femmes qui vendent des fleurs et des gâteaux                                                  | 昔の武勇伝は三割増で話せ / 花屋とかケーキ屋の娘に男は弱い                                                                      | Mukashi no buyūden wa sanwarimashi de hanase / Hanaya toka kēki ya no musume ni otoko wa yowai                                                                | 13 mars 2008          |
| [Chapitres 24-107] – Épisode en 2 parties Partie 1 : Catherine est sollicité par son ancien groupe de voleurs afin de commettre un nouveau braquage ... Partie 2 : Gintoki est malade, Kagura essaie de prendre sa place en travaillant pour une femme qui soupçonne son mari d'adultère ... | | | |                       |
| 98 | Tu peux jouer aux jeux vidéo 1 heure par jour ! | ゲームは一日一時間 | Gēmu wa ichinichi ichijikan | 20 mars 2008          |
| [Chapitre 147] – Arc Console OWee | | | |                       |
| 99 | La vie et les jeux sont remplis de bugs | 人生もゲームもバグだらけ | Jinsei mo Gēmu mo bagu darake | 27 mars 2008          |
| [Chapitres 148-149] – Arc Console OWee | | | |                       |

### Saison 3
| No | Titre anglais | Titre japonais                                                                               | Titre japonais | Date de 1re diffusion |
| No | Titre anglais | Kanji                                                                                        | Rōmaji | Date de 1re diffusion |
| --- | --- | -------------------------------------------------------------------------------------------- | --- | --------------------- |
| 100 | Ce qui est le plus détestable, c'est ce qui est le plus adorable | 好かれないものほど愛おしい                                                                   | Sukarenai mono hodo itōshii                                                                                         | 3 avril 2008          |
| [Chapitre 169] – Épisode spécial célébration des 40 ans du weekly shonen JUMP : Gintoki se plaint du manga Gintaman dans le JUMP auprès de son éditeur...           | |                                                                                              | |                       |
| 101 | Les règles sont faites pour être enfreintes | 掟は破るためにこそある                                                                       | Okite wa yaburu tame ni koso aru                                                                                    | 10 avril 2008         |
| [Chapitres 158-159] – Arc Crise Du Shinsengumi | |                                                                                              | |                       |
| 102 | Les otakus aiment parler | オタクは話好き                                                                               | Otaku wa hanashizuki                                                                                                | 17 avril 2008         |
| [Chapitres 160-161] – Arc Crise Du Shinsengumi | |                                                                                              | |                       |
| 103 | La différence entre la force et la faiblesse est aussi fine que du papier                                                                                           | 長所と短所は紙一重                                                                           | Chōsho to tansho wa kamihitoe                                                                                       | 24 avril 2008         |
| [Chapitres 162-163] – Arc Crise Du Shinsengumi | |                                                                                              | |                       |
| 104 | Les choses importantes sont difficiles à voir | 大切なものは見えにくい                                                                       | Taisetsu na mono wa mienikui                                                                                        | 1er mai 2008          |
| [Chapitres 164-165-166] – Arc Crise Du Shinsengumi | |                                                                                              | |                       |
| 105 | Tout est une question de feeling et de timing | 何事もノリとタイミング                                                                       | Nanigoto mo norito taimingu                                                                                         | 8 mai 2008            |
| [Chapitres 167-168] – Arc Crise Du Shinsengumi | |                                                                                              | |                       |
| 106 | L'amour se joue souvent pendant les prolongations | 恋愛ってたいていサドンデス方式                                                               | Ren'aitte taitei sadondesu hōshiki                                                                                  | 15 mai 2008           |
| [Filler] - Amarao, un footballeur, joue le dernier match de sa carrière, cependant tous ses coéquipiers sont hors service et les yorozuya devront les remplacer ... | |                                                                                              | |                       |
| 107 | Aucun enfant ne sait combien ses parents le chérissent | 親の心子知らず                                                                               | Oya no kokoro ko shirazu                                                                                            | 22 mai 2008           |
| [Chapitres 184-185] – Arc Chien de garde | |                                                                                              | |                       |
| 108 | Certaines choses doivent rester non dites | 言わぬが花                                                                                   | Iwanuga hana | 29 mai 2008           |
| [Chapitres 185-186] – Arc Chien de garde | |                                                                                              | |                       |
| 109 | La vie n'est qu'un test | 人生は試験だ                                                                                 | Jinsei wa shiken da                                                                                                 | 5 juin 2008           |
| [Chapitre 173] – Yamazaki doit s'infiltrer au sein du Jouishishi, Katsura lui fait passer une série de tests ...                                                    | |                                                                                              | |                       |
| 110 | Chacun de nous est un évadé d'une prison appelée "soi-même" | 人は皆自分という檻を破る脱獄囚                                                               | Hito wa mina jibun toiu ori o yaburu datsugoku shū                                                                  | 12 juin 2008          |
| [Chapitres 193-194] – Un prisonnier prépare son évasion depuis 15 ans, il va faire affaire à un voisin de cellule particulier ...                                   | |                                                                                              | |                       |
| 111 | Il y a presque 100% de chance d'oublier son parapluie et de se détester                                                                                             | NH物は彼女に見つかるな / ほぼ100%の確率でビニール傘を置き忘れてくる自分が嫌い                | NH butsu wa kanojo ni mitsukaru na / Hobo 100% no kakuritsu de binīrugasa o okiwasurete kuru jibun ga kirai         | 19 juin 2008          |
| [Filler] + [Chapitre 172] - ??? | |                                                                                              | |                       |
| 112 | Il n'a rien de plus significatif que l'anniversaire de quelqu'un fêtant ses 20 ans                                                                                  | 二十代の誕生日に深い意味はない/ 起きて働く果報者                                             | Okite hataraku kahōmono                                                                                             | 26 juin 2008          |
| [Chapitre 183] – Otose demande à Tama de prendre des congés, Tama n'a aucune idée de quoi faire pendant ce temps libre ...                                          | |                                                                                              | |                       |
| 113 | Nettoyer les toilettes est pareil que nettoyer ton esprit | 便器を磨く事これ心を磨く事なり                                                               | Benki o migaku koto kore kokoro o migaku koto nari                                                                  | 3 juillet 2008        |
| [Chapitre 188] – Aujourd'hui c'est tâches ménagères chez le Shinsengumi...                                                                                          | |                                                                                              | |                       |
| 114 | Bien que l'on dise qu'en mettant de la sauce soja sur le pudding, ça donnera le goût à un oursin, en réalité ça donne juste le goût de sauce soja et de pudding ... | プリンに醤油かけたらウニの味がするって言うけどプリンに醤油かけてもプリンと醤油の味しかしない | Purin ni shōyu kake tara uni no aji ga surutte iu kedo purin ni shōyu kake te mo purin to shōyu no aji shika shinai | 10 juillet 2008       |
| [Filler] - Matsudaira demande au Shinsengumi de s'occuper des collègues de sa fille qui essaient de la draguer ...                                                  | |                                                                                              | |                       |
| 115 | Les vacances d'été sont les meilleures avant qu'elles ne commencent                                                                                                 | 夏休みは始まる前が一番楽しい                                                                 | Natsuyasumi wa hajimaru mae ga ichiban tanoshii                                                                     | 17 juillet 2008       |
| [Chapitres 174-175] – Arc Ryūgūjou | |                                                                                              | |                       |
| 116 | Plus on est vieux, plus on est sage | 亀の甲より年の功                                                                             | Kamenokō yori toshinokō                                                                                             | 24 juillet 2008       |
| [Chapitres 176-177] – Arc Ryūgūjou | |                                                                                              | |                       |
| 117 | La beauté est comme un fruit d'été mûr | 美は夏の果実の如き物                                                                         | Bi wa natsu no kajitsu no gotoki mono                                                                               | 31 juillet 2008       |
| [Chapitres 178-179] – Arc Ryūgūjou | |                                                                                              | |                       |
| 118 | Ayez une vie honnête même si votre dos est courbé | 腰は曲がってもまっすぐに                                                                     | Koshi wa magatte mo massugu ni                                                                                      | 7 août 2008           |
| [Chapitres 180-181-182] – Arc Ryūgūjou | |                                                                                              | |                       |
| 119 | Dans un paquet de cigarettes, il y en a au moins une qui sent le crottin de cheval                                                                                  | タバコは一箱に一、二本馬糞みたいな匂いのする奴が入っている                                   | Tabako wa hitohako ni ichi, nihon bafun mitai na nioi no suru yatsu ga haitte iru                                   | 14 août 2008          |
| [Chapitre 202] – Une interdiction de fumer a été mise en place dans le Shinsengumi, au grand désarroi d'Hijikata ...                                                | |                                                                                              | |                       |
| 120 | The taste of overseas Japanese restaurants is generally at the same level as a school cafeteria / Once you've chosen a dish, you can't give it back                 | 海外の日本料理店の味はだいたい学食レベル / 一度取った皿は戻さない                            | Kaigai no nippon ryōriten no aji wa daitai gakushoku reberu / Ichido totta sara wa modosanai                        | 21 août 2008          |
| [Filler] + [Chapitre 187] - | |                                                                                              | |                       |
| 121 | Only a slotted and a crosshead screwdriver is needed for an amateur                                                                                                 | 素人はプラスとマイナスだけで十分だ                                                           | Shirōto wa purasu to mainasu dake de jūbun da                                                                       | 28 août 2008          |
| [Chapitres 189-190] – Arc Monkey Hunter | |                                                                                              | |                       |
| 122 | Imagination should be developed in grade 2 | 想像力は中2で培われる                                                                        | Sōzō ryoku wa chū 2 de tsuchikawareru                                                                               | 4 septembre 2008      |
| [Chapitres 190-191] – Arc Monkey Hunter | |                                                                                              | |                       |
| 123 | There is a screwdriver in the every one's hearts | いつも心に一本のドライバー                                                                   | Itsumo kokoro ni ippon no doraibā                                                                                   | 11 septembre 2008     |
| [Chapitre 192] – Arc Monkey Hunter | |                                                                                              | |                       |
| 124 | Too much begging and pestering turns into intimidation | おねだりも度がすぎれば脅迫                                                                   | Onedari mo do ga sugireba kyōhaku                                                                                   | 18 septembre 2008     |
| [Filler] - | |                                                                                              | |                       |
| 125 | Into the Final Chapter! | 最終章突入!                                                                                  | Saishūshō totsunyū!                                                                                                 | 25 septembre 2008     |
| [Filler] - | |                                                                                              | |                       |
| 126 | There are things that cannot be expressed in words | 文字でしか伝わらないものがある                                                               | Moji de shika tsutawaranai mono ga aru                                                                              | 2 octobre 2008        |
| [Chapitre 203] – Arc Correspondance | |                                                                                              | |                       |
| 127 | There are things you can't understand unless you meet them | 会わないとわからないこともある                                                               | Awanai to wakaranai koto mo aru                                                                                     | 9 octobre 2008        |
| [Chapitres 204-205] – Arc Correspondance | |                                                                                              | |                       |
| 128 | There are things you can't understand even when you meet them | 会ってもわからないこともある                                                                 | Attemo wakaranai koto mo aru                                                                                        | 16 octobre 2008       |
| [Chapitres 205-206] – Arc Correspondance | |                                                                                              | |                       |
| 129 | Watch out for your pet eating off the floor | 拾い食いに気をつけろ                                                                         | Hiroigui ni ki o tsukero                                                                                            | 23 octobre 2008       |
| [Chapitres 207-208] – Arc Kintaro | |                                                                                              | |                       |
| 130 | Cat-lovers and dog-lovers never keep peace | 猫好きと犬好きは相容れない                                                                   | Nekozuki to inuzuki wa aiirenai                                                                                     | 30 octobre 2008       |
| [Chapitres 208-209] – Arc Kintaro | |                                                                                              | |                       |
| 131 | Quarrels usually happen at the trip destination | 旅行先ではだいたいケンカする                                                                 | Ryokōsaki dewa daitai Kenka suru                                                                                    | 6 novembre 2008       |
| [Chapitres 196-197] – Arc Ryokan hanté | |                                                                                              | |                       |
| 132 | Tight underpants will unavoidably get soiled | ブリーフの××筋は絶対不可避                                                                   | Burīfu no XX suji wa zettai fukahi                                                                                  | 13 novembre 2008      |
| [Chapitres 197-198] – Arc Ryokan hanté | |                                                                                              | |                       |
| 133 | Gin and His Excellency’s Good For Nothing | 銀と閣下の穀潰し                                                                             | Gin to kakka no gokutsubushi                                                                                        | 20 novembre 2008      |
| [Chapitres 199-200] – Arc Ryokan hanté | |                                                                                              | |                       |
| 134 | Be Very Careful When Using Ghost Stories | 幽霊ネタやる時は慎重に                                                                       | Yūrei neta yaru toki ha shinchō ni                                                                                  | 27 novembre 2008      |
| [Chapitres 200-201] – Arc Ryokan hanté | |                                                                                              | |                       |
| 135 | Before Worrying about the Earth, Think about the More Endangered Future of "Gintaman"                                                                               | 地球の前に、もっと危ない「キンタマン」の未来を考えろ                                         | Chikyū no mae ni, motto abunai 'Kintaman' no mirai o kangaero                                                       | 4 décembre 2008       |
| [Filler] - | |                                                                                              | |                       |
| 136 | It's your house, you build it | 己の居場所は己で作るものなり                                                                 | Onore no ibasho wa onore de tsukuru mono nari                                                                       | 11 décembre 2008      |
| [Chapitre 230] – | |                                                                                              | |                       |
| 137 | 99% of All Men Are Not Confident in Confessing their Love | 告白に自信のある男なんて99%いない                                                            | Kokuhaku ni jishin no aru otoko nante 99% inai                                                                      | 18 décembre 2008      |
| [Filler] - | |                                                                                              | |                       |
| 138 | Why Not Talk About the Old Days For a Change? | 時には昔の話をしようか                                                                       | Toki ni wa mukashi no hanashi o shiyō ka                                                                            | 25 décembre 2008      |
| [Chapitre 195] – | |                                                                                              | |                       |
| 139 | Don't Put Your Wallet In Your Back Pocket | 財布は尻ポケットに入れるな                                                                   | Saifu wa shiri poketto ni ireru na                                                                                  | 8 janvier 2009        |
| [Chapitres 210-211] – Arc Le Paradis Yoshiwara | |                                                                                              | |                       |
| 140 | Beware of Those Who Use an Umbrella on a Sunny Day | 晴れの日に雨傘さす奴には御用心                                                               | Hare no hi ni amagasa sasu yatsu niwa goyōjin                                                                       | 15 janvier 2009       |
| [Chapitres 212-213] – Arc Le Paradis Yoshiwara | |                                                                                              | |                       |
| 141 | Butting into a fight is dangerous | ケンカの横槍は危険                                                                           | Kenka no yokoyari wa kiken                                                                                          | 22 janvier 2009       |
| [Chapitres 214-215-216] – Arc Le Paradis Yoshiwara | |                                                                                              | |                       |
| 142 | Life is about making consecutive decisions | 人生は選択肢の連続                                                                           | Jinsei wa sentakushi no renzoku                                                                                     | 29 janvier 2008       |
| [Chapitres 217-218-219] – Arc Le Paradis Yoshiwara | |                                                                                              | |                       |
| 143 | Those who stand on four legs are beasts those who stand on two legs guts and glory are men                                                                          | 四本足で立つのが獣二本足と意地と見栄で立つのが男                                             | Yonhon ashi de tatsu no ga kemono, nihon ashi to iji to mie de tatsu no ga otoko                                    | 5 février 2009        |
| [Chapitres 220-221-222] – Arc Le Paradis Yoshiwara | |                                                                                              | |                       |
| 144 | Don't trust bedtime stories | 寝物語は信用するな                                                                           | Nemonogatari wa shin'yō suruna                                                                                      | 12 février 2009       |
| [Chapitres 223-224] – Arc Le Paradis Yoshiwara | |                                                                                              | |                       |
| 145 | The color for each persons bond comes in various colors | 絆の色は十人十色                                                                             | Kizuna no iro wa jūnin toiro                                                                                        | 19 février 2009       |
| [Chapitres 225-226-227] – Arc Le Paradis Yoshiwara | |                                                                                              | |                       |
| 146 | The taste of drinking under broad daylight is something special | 昼間に飲む酒は一味違う                                                                       | Hiruma ni nomu sake wa hitoaji chigau                                                                               | 26 février 2009       |
| [Chapitres 227-228] – Arc Le Paradis Yoshiwara | |                                                                                              | |                       |
| 147 | Every adult is every children's instructor | 全ての大人達は全ての子供達のインストラクター                                                 | Subete no otonatachi wa subete no kodomotachi no insutorakutā                                                       | 5 mars 2009           |
| [Chapitre 229] – | |                                                                                              | |                       |
| 148 | Zippers should be undone slowly | チャックはゆっくり引きあげろ                                                                 | Chakku wa yukkuri hikiagero                                                                                         | 12 mars 2009          |
| [Chapitres 233-234] – Arc Le jeu de la mort du Shinsen Gumi | |                                                                                              | |                       |
| 149 | When your half eaten popsicle starts sliding down the stick, that's when jerks come around hoping for a share                                                       | チューパットを二つに分ける時はあの持つトコある奴の方がなんかイイ あそこから飲むのもオツ      | Chūpatto o futatsu ni wakeru toki wa, ano motsu toko aru yatsu no hō ga nanka ii, asoko kara nomu no mo otsu        | 19 mars 2009          |
| [Chapitres 234-235] – Arc Le jeu de la mort du Shinsen Gumi | |                                                                                              | |                       |
| 150 | Become bound by long things | 長いものには巻かれろ!!                                                                       | Nagai mono ni wa makarero!!                                                                                         | 26 mars 2009          |
| [Filler] - | |                                                                                              | |                       |

### Saison 4
| No                                                | Titre anglais | Titre japonais | Titre japonais | Date de 1re diffusion |
| No                                                | Titre anglais | Kanji | Rōmaji | Date de 1re diffusion |
| ------------------------------------------------- | --- | --- | --- | --------------------- |
| 151                                               | A Conversation With a Barber During a Haircut Is the Most Pointless Thing in the World. | 髪切りながら交わされる美容師との会話は世界で一番どうでもいい | Kami kiri nagara kawasareru biyōshi to no kaiwa wa sekai de ichiban dō demo ii | 2 avril 2009          |
| [Chapitre 231] – Arc Le Coiffeur                  | | | |                       |
| 152                                               | The Heavens Created Chonmage Above Man Instead of Another Man. | 天は人の上に人をつくらず髷をつくりました | Ten wa hito no ue ni hito o tsukurazu mage o tsukurimashita | 9 avril 2009          |
| [Chapitre 232] – Arc Le Coiffeur                  | | | |                       |
| 153                                               | Sleep Helps a Child Grow. | 寝る子は育つ | Neru ko wa sodatsu | 16 avril 2009         |
| [Chapitre 237] –                                  | | | |                       |
| 154                                               | That Person Looks Different From Usual During a Birthday Party. | 誕生日会はいつものアイツが違う奴に見える | Tanjōbikai wa itsumo no aitsu ga chigau yatsu ni mieru. | 23 avril 2009         |
| [Chapitre 236] –                                  | | | |                       |
| 155                                               | The Other Side of the Other Side of the Other Side would be the Other Side. | 裏の裏の裏は裏 | Ura no ura no ura wa ura. | 30 avril 2009         |
| [Filler] -                                        | | | |                       |
| 156                                               | It Takes a Bit of Courage to Enter a Street Vendor's Stand. | 屋台に入るには微妙に勇気がいる | Yatai ni hairu ni wa bimyōni yūki ga iru. | 7 mai 2009            |
| [Chapitre 238] –                                  | | | |                       |
| 157                                               | Any place with a bunch of men gathered around, will turn into a battlefield! | 男が揃えばどんな場所でも戦場になる | Otoko ga soroeba donna basho demo senjō ni naru. | 14 mai 2009           |
| [Chapitre 239] – Arc Le Fan Club Officiel D'O-Tsū | | | |                       |
| 158                                               | If a Friend gets Injured, Take Him to the Hospital, Stat! | 友達がケガしたらすぐに病院へ | Tomodachi ga Kegashitara sugu ni Byōin e. | 21 mai 2009           |
| [Chapitre 240] – Arc Le Fan Club Officiel D'O-Tsū | | | |                       |
| 159                                               | If One Orange in the Box is Rotten, the Rest of Them Will Become Rotten Before You Realize It | みかんは一個腐るといつの間にかダンボール中のみかんを腐らせる | Mikan wa Ikko Kusaru to Itsu no Ma ni ka Danbōru-jū no Mikan o Kusaraseru | 28 mai 2009           |
| [Chapitre 241] – Arc Le Fan Club Officiel D'O-Tsū | | | |                       |
| 160                                               | From a Foreigner's Perspective, You're the Foreigner. From an Alien's perspective, You're the Alien | 外国人から見たらこっちも外国人 宇宙人から見たらこっちも宇宙人 | Gaikokujin kara Mitara Kotchi mo Gaikokujin, Uchūjin kara Mitara Kotchi mo Uchūjin | 4 juin 2009           |
| [Chapitre 242] – Arc Le Fan Club Officiel D'O-Tsū | | | |                       |
| 161                                               | Laputa's Still Good After Seeing It So Many Times | 何回見てもラピュタはいい | Nankai Mite mo Rapyuta wa Ii | 11 juin 2009          |
| [Chapitre 243] – Arc Le Fan Club Officiel D'O-Tsū | | | |                       |
| 162                                               | Love Asks For Nothing In Return | 愛とは無償のものなり | Ai To Wa Mushō No Mono Nari. | 18 juin 2009          |
| [Chapitre 244] – Arc Le Fan Club Officiel D'O-Tsū | | | |                       |
| 163                                               | The Black Ships Even Make A Scene When They Sink | 黒船は沈む時も派手 | Kurofune wa Shizumu Toki mo Hade | 25 juin 2009          |
| [Chapitre 245] – Arc Le Fan Club Officiel D'O-Tsū | | | |                       |
| 164                                               | That Matsutake Soup Stuff Tastes Better Than The Real Deal / If a person is dead, they can't come back to life | 松茸のお吸い物ってアレ ホンモノよりうまいよね / 人は死んだら生き返らない                                                                                           | Matsutake no Osuimonotte Are Honmono Yori Umai yo ne / Hito wa Shindara Ikikaeranai | 2 juillet 2009        |
| [Filler] -                                        | | | |                       |
| 165                                               | There's Loads of Dirt under the Willow Tree | 柳の下にどじょうは沢山いる | Yanagi no Shita Ni Dojō wa Takusan Iru | 9 juillet 2009        |
| [Chapitre 246] –                                  | | | |                       |
| 166                                               | Two Is Better Than One-Two People Are Better Than One | 一つより二つ 一人より二人 | Hitotsu Yori Futatsu- Hitori Yori Futari | 16 juillet 2009       |
| [Filler] -                                        | | | |                       |
| 167                                               | Smooth Polygons Also Smooths a Person's Heart | なめらかなポリゴンは人の心もなめらかにする | Nameraka na Porigon wa Hito no Kokoro mo Nameraka ni Suru | 23 juillet 2009       |
| [Chapitre 247] –Arc La Quête de Tama              | | | |                       |
| 168                                               | The Human Body is Like a Little Universe | 人の身体は小宇宙 | Hito no Karada wa Shōuchū | 30 juillet 2009       |
| [Chapitre 248] – Arc La Quête de Tama             | | | |                       |
| 169                                               | The Chosen Idiots | 導かれしバカたち | Michibikareshi Baka Tachi | 6 août 2009           |
| [Chapitres 249-250] – Arc La Quête de Tama        | | | |                       |
| 170                                               | And Into the Legend | そして伝説へ | Soshite Densetsu e | 13 août 2009          |
| [Chapitres 250-251] – Arc La Quête de Tama        | | | |                       |
| 171                                               | You Don't Know What You've Got Til It's Gone / You'll Get Sued If All You Do is Copy Others | なくなって初めてわかるいとおしさ / 真似ばかりしていると訴えられる                                                                                                  | Nakunatte Hajimete Wakaru Itooshisa / Mane Bakari Shite Iru to Uttaerareru | 20 août 2009          |
| [Filler] -                                        | | | |                       |
| 172                                               | It all Depends on How You Use the "Carrot and Stick" Method | アメとムチは使いよう | Ame to Muchi wa Tsukaiyō | 27 août 2009          |
| [Chapitre 252] –                                  | | | |                       |
| 173                                               | It's What's On the Inside that Counts / It's What's On the Inside that Counts, But Only to a Certain Extent | 大事なのは見た目ではなく中身 / 見た目ではなく中身といっても限度がある                                                                                              | Daiji na no wa Mitame de wa Naku Nakami / Mitame de wa Naku Nakami to Ittemo Gendo ga Aru | 4 septembre 2009      |
| [Filler] -                                        | | | |                       |
| 174                                               | Are There Still People Who Go To The Ocean And Yell Out "Bakayaro"? / When A Person Is Trapped Their Inner Door Opens                                                                                              | 海に向かってバカヤローとか言う人ってまだいるのだろうか / 人は閉じ込められると自分の中の扉が開く                                                                    | Umi ni Mukatte Bakayarō toka Iu Hito tte Mada Iru no Darō ka / Hito wa Tojikomerareru to Jibun no Naka no Tobira ga Hiraku                                                                                           | 10 septembre 2009     |
| [Filler] + [Chapitre 253] -                       | | | |                       |
| 175                                               | People of All Ages Hate The Dentist | 幾つになっても歯医者は嫌 | Ikutsu ni Nattemo Haisha wa Iya | 17 septembre 2009     |
| [Chapitres 263-264] –                             | | | |                       |
| 176                                               | Start the Countdown | カウントダウン開始 | Kaunto Daun Kaishi | 24 septembre 2009     |
| [Filler] -                                        | | | |                       |
| 177                                               | It's Bad Luck to See a Spider at Night | 夜の蜘蛛は縁起が悪い | Yoru no Kumo wa Engi ka Warui | 1er octobre 2009      |
| [Chapitres 254-255] – Arc L'Araignée Rouge        | | | |                       |
| 178                                               | Once a Spider's Thred Has Entangled Something it's Hard to Get it Off Again | 蜘蛛の糸は一度絡まるとなかなかとれない | Kumo no ito ha ichido karamaru to nakanaka torenai | 8 octobre 2009        |
| [Chapitres 255-256-257] – Arc L'Araignée Rouge    | | | |                       |
| 179                                               | It's the Irresponsible One Who's Scary When Pissed | チャランポランな奴程怒ると恐い | Charanporan na yatsu hodo ikaru to kowai | 15 octobre 2009       |
| [Chapitres 257-258] – Arc L'Araignée Rouge        | | | |                       |
| 180                                               | The More Precious the Burden, the Heavier and More Difficult It Is to Shoulder It. | 大切な荷ほど重く背負い難い | Taisetsu na ka hodo omoku seoi gatai | 22 octobre 2009       |
| [Chapitres 259-260-261] – Arc L'Araignée Rouge    | | | |                       |
| 181                                               | Watch Out For A Set of Women and A Drink. | 酒と女はワンセットで気をつけろ | Sake to onna ha wansetto de kiwo tsukero | 29 octobre 2009       |
| [Chapitres 261-262] – Arc L'Araignée Rouge        | | | |                       |
| 182                                               | Screw Popularity Polls | 人気投票なんて糞食らえ | Ninkitouhyou nante fun kura e | 5 novembre 2009       |
| [Chapitre 265] – Arc Le Top des Personnages       | | | |                       |
| 183                                               | Popularity Polls Can Burn in Hell | 人気投票なんて燃えて灰になれ | Ninkitouhyou nante moe te hai ninare | 12 novembre 2009      |
| [Chapitre 266] – Arc Le Top des Personnages       | | | |                       |
| 184                                               | Popularity Polls Can... | 人気投票なんて･･･ | Ninkitouhyou nante ... | 19 novembre 2009      |
| [Chapitres 267-268] – Arc Le Top des Personnages  | | | |                       |
| 185                                               | Hometowns and Boobs Are Meant to be Far Away / The Whole Peeing on a Bee Sting Is a Myth. You'll Get Germs, So Don't Do It!!                                                                                       | 故郷とおっぱいは遠くにありて思うもの / 蜂に刺されたら小便かけろってアレは迷信です バイ菌が入るから気をつけようね！！                                               | Kokyou to oppai ha tooku niarite omou mono / Hachi ni sasa retara shouben kakerotte are ha meishin desu bai kin ga iru kara kiwo tsukeyoune!!                                                                        | 26 novembre 2009      |
| [Filler] + [Chapitre 269] -                       | | | |                       |
| 186                                               | Beware of Foreshadows | 死亡フラグに気をつけろ | Shibou furagu ni kiwo tsukero | 3 décembre 2009       |
| [Chapitres 270-271] – Arc L'affaire Rokkaku       | | | |                       |
| 187                                               | It's Goodbye Once a Flag Is Set | フラグを踏んだらサヨウナラ | Furagu wo fun dara sayounara | 10 décembre 2009      |
| [Chapitres 271-272] – Arc L'affaire Rokkaku       | | | |                       |
| 188                                               | An Observational Journal Should Be Seen Through To The Very End | 観察日記は最後までやりきろう | Kansatsu Nikki ha Saigo Madeyarikirou | 17 décembre 2009      |
| [Chapitre 274] –                                  | | | |                       |
| 189                                               | We Know It's Best to Finish Yearly Tasks Before the End Of The Year, But Then You Put It Off Till Next Year For a Fresh Start. That's How The End of the Year Goes / Radio Exercises are Social for Boys and Girls | 今年できる事は今年中にやっちゃった方が区切りいいんだけど つい来年から仕切り直しゃいーやって思って後回しにしてしまうのが年末のお約束 / ラジオ体操は少年少女の社交場 | Wareware ha kono Toshi no Owari madeni nenkan tasuku (w)o kanryou suru mottomo yoi no wa wakaru kedo, sono owari, anata ha shinsen na sutato ha rainen madeni enkishita. Sore ha dono youni kotoshi no owari ikuno / | 24 décembre 2009      |
| [Filler] + [Chapitre 273] -                       | | | |                       |
| 190                                               | When Looking For Something, Try Using Its Perspective | 捜しものをする時はそいつの目線になって捜せ | Sagashi mono wo suru toki wa soitsu no mesen ni natte sagase | 7 janvier 2010        |
| [Chapitres 275-276] – Arc Les chats de Kabuki     | | | |                       |
| 191                                               | Freedom Means to live True to Yourself,not Whithou Law. | 自由とは無法ではなく己のルールで生きること | Jiyuu to ha muhou dewa naku onore no ruru de ikirukoto | 14 janvier 2010       |
| [Chapitre 277] – Arc Les chats de Kabuki          | | | |                       |
| 192                                               | Kabuki-chou stray cat blues. | かぶき町野良猫ブルース | Kabuki-chou Noraneko Burusu | 21 janvier 2010       |
| [Chapitres 278-279] – Arc Les chats de Kabuki     | | | |                       |
| 193                                               | Cooking Is About Guts | 料理は根性 | Ryouri ha Konjou | 28 janvier 2010       |
| [Chapitre 280] –                                  | | | |                       |
| 194                                               | Whenever I Hear the Word "Leviathan", Silly Old Me, I Immediately Think About Sazae-san!! | リヴァイアサンってきいたらどうしてもサザエさんがチラつく俺のバカ！！                                                                                               | Rivaia-san tte kitara doushitemo Sazae-san ga chiratsuku ore no baka!! | 4 février 2010        |
| [Chapitre 281] –                                  | | | |                       |
| 195                                               | Not Losing to the Rain | 雨ニモ負ケズ | Ame ni mo Makezu | 11 février 2010       |
| [Chapitres 282-283] – Arc Exorcisme               | | | |                       |
| 196                                               | Not Losing to the Wind | 風ニモ負ケズ | Kaze ni mo makezu | 18 février 2010       |
| [Chapitres 283-284] – Arc Exorcisme               | | | |                       |
| 197                                               | Not Losing to the Storm | 嵐ニモ負ケズ | Arashi ni mo makezu | 25 février 2010       |
| [Chapitres 285-286] – Arc Exorcisme               | | | |                       |
| 198                                               | Never Losing That Smile | イカナル時ニモ笑顔ヲ絶ヤサナイ | Ikanaru Toki ni mo Egao wo Zetsu Yasanai | 4 mars 2010           |
| [Chapitres 287-288] – Arc Exorcisme               | | | |                       |
| 199                                               | That's How I Wish To Be, Beautiful And Strong | ソンナ強ク美シイモノニ私ハナリタイ | Sonna Tsuyoku Utsukushi Mono ni Watashi ha Naritai | 11 mars 2010          |
| [Chapitres 288-289] – Arc Exorcisme               | | | |                       |
| 200                                               | Santa Claus' Red is Blood Red! | サンタクロースの赤は血の色 | Santa Kurōsu no Aka ha Chi no Iro | 18 mars 2010          |
| [Chapitre 290] – Arc Père Noël                    | | | |                       |
| 201                                               | Everybody's a Santa! | 人類みなサンタ! | Jinrui mina Santa! | 25 mars 2010          |
| [Chapitres 291-292] – Arc Père Noël               | | | |                       |

### Saison 5: Gintama'
| No                                                 | Titre anglais/français | Titre japonais | Titre japonais | Date de 1re diffusion |
| No                                                 | Titre anglais/français | Kanji | Rōmaji | Date de 1re diffusion |
| -------------------------------------------------- | --- | --- | --- | --------------------- |
| 202                                                | Everyone Looks a Little Grown Up After Spring Break | 春休みあけは皆ちょっと大人に見える                                                                                                 | Haruyasumi ake ha mina chotto otona ni mieru | 4 avril 2011          |
| [Chapitres 324-325] – Arc L'ellipse de 2 ans       | | | |                       |
| 203                                                | Everyone Looks Pretty Grown Up After Summer Break | 夏休みあけも皆けっこう大人に見える                                                                                                 | Natsuyasumi ake mo mina kekkou otona ni mieru | 11 avril 2011         |
| [Chapitres 325-326] – Arc L'ellipse de 2 ans       | | | |                       |
| 204                                                | Use a Calligraphy Pen for New Year's Cards / The heart comes before chocolate                                                                                               | 年賀状は筆ペンでいけ／カカオよりココロ                                                                                             | Nengajou ha fudepen de ike / kakao yori kokoro | 18 avril 2011         |
| [Chapitres 294-295] –                              | | | |                       |
| 205                                                | Meals Should Be Balanced / We Are All Warriors in the Battle Against Fate                                                                                                   | 食事はバランスを考えろ／人は皆運命と戦う戦士                                                                                       | Shokuji ha baransu wo kangae ro / hito ha mina unmei to tatakau senshi | 25 avril 2011         |
| [Chapitres 293-313] –                              | | | |                       |
| 206                                                | It's Too Confusing When Talking About the Poster Girl for a Poster Store, So Call Her a Sandwich Board                                                                      | 看板屋の看板娘はもう面倒なんで二枚の板と呼べ                                                                                       | Kanbanya no kanbanmusume hamou mendou nande nimai no ita to yobe | 2 mai 2011            |
| [Chapitre 296] –                                   | | | |                       |
| 207                                                | Glasses Are Part of the Soul | メガネは魂(こころ)の一部です | Megane ha tamashii ( kokoro ) no ichibu desu | 9 mai 2011            |
| [Chapitres 318-319] – Arc Les Lunettes de Sarutobi | | | |                       |
| 208                                                | Glasses Prevent You From Seeing Certain Things | メガネじゃ見えないものがある | Megane ja mie nai mono ga aru | 16 mai 2011           |
| [Chapitres 320-321] – Arc Les Lunettes de Sarutobi | | | |                       |
| 209                                                | Nothing lasts forever, etc. | いつまでもあると思うな以下略 | Itsumademo aru to omou na ika ryaku | 23 mai 2011           |
| [Filler] -                                         | | | |                       |
| 210                                                | A Lawless Town Tends to Attract a Bunch of Whoohooey Folk | 無法の街に集うはキャッホーな奴ばかり                                                                                               | Muhou no machi ni tsudou ha kyahhō na yatsu bakari | 30 mai 2011           |
| [Chapitres 297-298] – Arc Les 4 Dévas              | | | |                       |
| 211                                                | Ghosts Aren't the Only Ones Who Run Wild Around Graveyards | 墓場で暴れるのは幽霊だけではない                                                                                                   | Hakaba de abareru no ha yuurei dakedehanai | 6 juin 2011           |
| [Chapitres 299-300] – Arc Les 4 Dévas              | | | |                       |
| 212                                                | Chains of Chivalry | 侠の鎖 | Kyou no kusari | 13 juin 2011          |
| [Chapitres 301-302] – Arc Les 4 Dévas              | | | |                       |
| 213                                                | Iron Town | 鉄の街 | Tetsu no machi | 13 juin 2011          |
| [Chapitres 303-304-305] – Arc Les 4 Dévas          | | | |                       |
| 214                                                | 'Tis An Honor! | お控えなすって！ | O hikae nasutte ! | 20 juin 2011          |
| [Chapitres 306-307-308-309] – Arc Les 4 Dévas      | | | |                       |
| 215                                                | Odds or Evens | 丁か半か | Hinoto ka han ka | 4 juillet 2011        |
| [Chapitres 310-311] –                              | | | |                       |
| 216                                                | I Can't Remember a Damn Thing About the Factory Tour | 工場見学とか正直一つたりとも記憶に残ってねェ                                                                                       | Koujou kengaku toka shoujiki hitotsu taritomo kioku ni nokotte ne e | 11 juillet 2011       |
| [Chapitres 331-332] –                              | | | |                       |
| 217                                                | What Happens Twice Can Happen Thrice | 二度ある事は三度ある | Nido aru koto ha sando aru | 18 juillet 2011       |
| [Chapitres 322-323] –                              | | | |                       |
| 218                                                | The Claws of a Crab Can Snip Through a Friendship | カニのハサミは絆を断つハサミ | Kani no hasami ha kizuna o tatsu hasami | 25 juillet 2011       |
| [Chapitres 327-328] –                              | | | |                       |
| 219                                                | People Forget to Return Stuff All the Time Without Even Realizing It | 人はしらないうちに借りパクという罪を犯している                                                                                     | Hito hashira naiuchini kari paku toiu tsumi wo okashi teiru | 1er août 2011         |
| [Chapitres 333-334] –                              | | | |                       |
| 220                                                | The Bathhouse, Where You're Naked in Body and Soul | 銭湯では身も心も丸裸 | Sentou deha mi mo kokoro mo maruhadaka | 8 août 2011           |
| [Chapitres 334-335] –                              | | | |                       |
| 221                                                | Jugem | 寿限無 | Jugem | 15 août 2011          |
| [Chapitre 314- 315] – Arc Jugem                    | | | |                       |
| 222                                                | The Name Reveals The Person | 名は体を表す | Mei wa karada o arawasu | 22 août 2011          |
| [Chapitre 315] – Arc Jugem                         | | | |                       |
| 223                                                | The man's household situation is hard, his heart is soft. | おっさんの家庭事情はハード ハートはソフト                                                                                          | Ossan no katei jijō wa hādo hāto wa sofuto | 29 août 2011          |
| [Chapitres 329-330] –                              | | | |                       |
| 224                                                | Blue and Red Ecstasy | 青と赤のエクスタシー | Ao to aka no ekusutashī | 5 septembre 2011      |
| [Chapitre 343] –                                   | | | |                       |
| 225                                                | So in the second season of Prison Break, they're already broken out of prison, but the name works once you realize that society is a prison                                 | プ○ズンブ×イクシーズン2って確かにもうプリ××ブレ○クしてるけどあれはこの腐った社会がプリズンってことだからプ○ズンブ×イクでいいんだよ | Pu ￮ zunbukakeru ikushīzun 2 tte tashika ni mō purikakerukakeru bure ￮ ku shi terukedo are wa kono kusatta shakai ga purizun tte kotodakara pu ￮ zunbukakeru ikude ii nda yo | 12 septembre 2011     |
| [Chapitres 340-341] – Arc En prison                | | | |                       |
| 226                                                | Everybody loves pajamas | 人は皆パジャマっ子 | Hito wa mina pajama-kko | 19 septembre 2011     |
| [Chapitres 341-342] – Arc En prison                | | | |                       |
| 227                                                | Speaking of Crossovers, Don't Forget About Alien vs. Predator | コラボにはエイリ○ンVSプ×デターがあるのも覚えておけ                                                                                 | Korabo ni wa eiri ￮ n VS pukakeru detā ga aru no mo oboete oke | 26 septembre 2011     |
| [Chapitre 360.1] –                                 | | | |                       |
| 228                                                | Love is neither plus nor minus | 愛にプラスもマイナスもなし | Ai ni purasu mo mainasu mo nashi | 3 octobre 2011        |
| [Chapitres 347-348] – Arc Love Chris               | | | |                       |
| 229                                                | Making It Through Love | 渡る世間は愛ばかり | Wataru seken wa ai bakari | 10 octobre 2011       |
| [Chapitres 349-350] –Arc Love Chris                | | | |                       |
| 230                                                | It is annoying to think of text message title and so the title here | ここのタイトルもメールのタイトルみたいなトコも考えるのメンド臭え                                                                   | Koko no taitoru mo mēru no taitoru mitaina toko mo kangaeru no mendo-shū e                                                                                                   | 17 octobre 2011       |
| [Chapitres 351-352] –                              | | | |                       |
| 231                                                | When you go to a funeral for a first time, it surprises you with unexpected lightness                                                                                       | 葬式って初めていくと意外とみんな明るくてビックリする                                                                               | Sōshiki tte Hajimete Iku to Igai to Minna Akarukute Bikkuri suru | 24 octobre 2011       |
| [Chapitres 316-317] –                              | | | |                       |
| 232                                                | The people you tend to forget tend to show up after you forget about them                                                                                                   | 忘れっぽい奴は忘れた頃にやってくる                                                                                                 | Wasureppoi Yatsu wa Wasureta Koro ni Yattekuru | 31 octobre 2011       |
| [Chapitres 353-354] – Arc La troupe Renho          | | | |                       |
| 233                                                | Space Burr Homestay | 宇宙ブルルン滞在記 | Uchuu Bururun Taijaiki | 7 novembre 2011       |
| [Chapitres 354-355-356] – Arc La troupe Renho      | | | |                       |
| 234                                                | Piggy Banks and Trash Cans | 千両箱とガラクタの箱 | Senryōbako to Garakuta no Hako | 14 novembre 2011      |
| [Chapitres 356-357] – Arc La troupe Renho          | | | |                       |
| 235                                                | Empty Planet | 空の星 | Kara no Hoshi | 21 novembre 2011      |
| [Chapitres 357-358-359] – Arc La troupe Renho      | | | |                       |
| 236                                                | Don't Say Good-bye, Lionel | さよならイオネルなんか言わせない                                                                                                   | Sayonara Ioneru Nanka Iwasenai | 28 novembre 2011      |
| [Chapitres 359-360] – Arc La troupe Renho          | | | |                       |
| 237                                                | Please Take Me Skiing | 拙者をスキーにつれてって | Sessha o Sukī ni Tsuretette | 5 décembre 2011       |
| [Chapitres 344-345] – Arc Les Vacances au Ski      | | | |                       |
| 238                                                | A Vacation in Disorientation | 慰安旅行はイヤンどこォ? | Ian Ryokō wa Iyan Dokō? | 12 décembre 2011      |
| [Chapitres 345-346] – Arc Les Vacances au Ski      | | | |                       |
| 239                                                | You Know Those Year-end Parties Where You Keep Drinking Until You've Forgotten Everything That Happened The Past Year? There Are A Few Things You're Not Supposed To Forget | 忘年会でも忘れちゃいけないものがある                                                                                               | Bōnenkai demo Wasurecha Ikenai Mono ga Aru | 19 décembre 2011      |
| [Chapitres 336-337] – Arc Scandale                 | | | |                       |
| 240                                                | People Can Only Live By Forgetting the Bad | 人は忘れることで生きていける | Hito wa Wasureru Koto de Ikite Ikeru | 26 décembre 2011      |
| [Chapitres 338-339] – Arc Scandale                 | | | |                       |
| 241                                                | We Are All Hosts, In Capital Letters | アルファベット表記で人類みなホスト                                                                                                 | Arufabetto Hyōki de Jinrui Mina Hosuto | 9 janvier 2012        |
| [Chapitres 362-363] – Arc Host Club / MMe Yagami   | | | |                       |
| 242                                                | Girls love Vegeta, and guys like Piccolo | 女はベジータ好き 男はピッコロ好き                                                                                                  | On'na wa Bejīta-zuki Otoko wa Pikkoro-zuki | 16 janvier 2012       |
| [Chapitres 363-364] – Arc Host Club / MMe Yagami   | | | |                       |
| 243                                                | Draw Your Life on the Canvas We Call Manga | 漫画という画布に人生という筆で絵を描け                                                                                             | Manga to iu gafu ni jinsei to iu fude de e o egake | 23 janvier 2012       |
| [Chapitre 361] –                                   | | | |                       |
| 244                                                | Check it Out!! | チェケラ!! | Chekera!! | 30 janvier 2012       |
| [Chapitres 365-366] – Arc Épine                    | | | |                       |
| 245                                                | Thornies and Rosies | 茨ガキと薔薇ガキ | Ibara Gaki to Bara Gaki | 6 février 2012        |
| [Chapitres 366-367] – Arc Épine                    | | | |                       |
| 246                                                | Festival of Thornies | 悪ガキどもの祭典 | Warugaki Domo no Saiten | 13 février 2012       |
| [Chapitres 368-369] – Arc Épine                    | | | |                       |
| 247                                                | Letter from Thorny | バラガキからの手紙 | Baragaki kara no Tegami | 20 février 2012       |
| [Chapitres 369-370] – Arc Épine                    | | | |                       |
| 248                                                | Madao Madaonaire | マダオドッグマダオネア | Madaodoggu Madaonea | 27 février 2012       |
| [Chapitre 371] –                                   | | | |                       |
| 249                                                | Presents Are Meant To Be Given Early | 贈り物はお早めに | Okurimono wa Ohayame ni | 5 mars 2012           |
| [Chapitre 381] –                                   | | | |                       |
| 250                                                | New Year's Envelopes Are Perfect for Dirty Jokes | お年玉は×ネタとの相性がバツグン | Otoshidama wa ×Neda to no Aishou ga Batsugun | 12 mars 2012          |
| [Chapitre 382] –                                   | | | |                       |
| 251                                                | When Sleeping Under a Kotatsu, Make Sure You Don't Burn Your Balls | コタツで寝るときは○玉熱しないよう気をつけろ                                                                                        | Kotatsu de neru toku wa 〇tama nesshinai you Kiotsukero | 19 mars 2012          |
| [Chapitre 383] –                                   | | | |                       |
| 252                                                | We're Sorry | ごめんなさい | Gomennasai | 26 mars 2012          |
| [Filler] -                                         | | | |                       |

### Saison 6: Gintama': Enchōsen
| No                                                    | Titre anglais/français | Titre japonais                                                    | Titre japonais                                                                | Date de 1re diffusion |
| No                                                    | Titre anglais/français | Kanji                                                             | Rōmaji                                                                        | Date de 1re diffusion |
| ----------------------------------------------------- | --- | ----------------------------------------------------------------- | ----------------------------------------------------------------------------- | --------------------- |
| 253                                                   | Personne avec une permanente naturelle ne peut être méchant/ Personne avec des cheveux blonds naturels ne peut être gentil | ストレートパーマに悪い奴はいない/金パツストパーにロクな奴はいない | Sutorēto Pama ni Warui Yatsu wa Inai/Kinpatsu Sutopā ni Roku na Yatsu wa Inai | 4 octobre 2012        |
| [Chapitres 372-373] – Arc Kintama                     | |                                                                   |                                                                               |                       |
| 254                                                   | Kintoki et Gintoki | 金時と銀時                                                        | Kintoki to Gintoki                                                            | 11 octobre 2012       |
| [Chapitres 374-375] – Arc Kintama                     | |                                                                   |                                                                               |                       |
| 255                                                   | Les boules dorées de Kin-san                                                                                               | 金さんの金○                                                       | Kin-san no Kin○                                                               | 18 octobre 2012       |
| [Chapitres 375-376-377] – Arc Kintama                 | |                                                                   |                                                                               |                       |
| 256                                                   | La signification d'un personnage principal                                                                                 | 主人公とは                                                        | Shujinkō to wa                                                                | 25 octobre 2012       |
| [Chapitres 378-379-380] – Arc Kintama                 | |                                                                   |                                                                               |                       |
| 257                                                   | La courtisane renverse les rôles                                                                                           | 傾城逆転                                                          | Keisei Gyakuten                                                               | 10 janvier 2013       |
| [Chapitres 386-387] – Arc Courtisane du Pays          | |                                                                   |                                                                               |                       |
| 258                                                   | A l'intérieur du Palais !!                                                                                                 | 殿中でござる!!                                                    | Denchūdegozaru!!                                                              | 17 janvier 2013       |
| [Chapitres 388-389] – Arc Courtisane du Pays          | |                                                                   |                                                                               |                       |
| 259                                                   | Les 5 doigts | 5本の指                                                           | Go-hon no yubi                                                                | 24 janvier 2013       |
| [Chapitres 390-391-392-393] – Arc Courtisane du Pays  | |                                                                   |                                                                               |                       |
| 260                                                   | Le serment du petit doigt                                                                                                  | 心中立て                                                          | Shinjūdate                                                                    | 31 janvier 2013       |
| [Chapitres 394-395-396-397] – Arc Courtisane du Pays  | |                                                                   |                                                                               |                       |
| 261                                                   | La Lune qui ne se couche pas                                                                                               | 沈まぬ月                                                          | Shizumanu Tsuki                                                               | 7 février 2013        |
| [Chapitres 397-398-399] – Arc Courtisane du Pays      | |                                                                   |                                                                               |                       |
| 262                                                   | Le son d'un laser peut percer chaque cœur                                                                                  | ビームという響きはあらゆる者のハートを射抜く                      | Bīmu toiu Hibiki wa Arayuru mono no Hāto o Inuku                              | 7 mars 2013           |
| [Chapitres 403-404] – Arc Le style du Sabre Laser     | |                                                                   |                                                                               |                       |
| 263                                                   | Deux frères | 二人のアニキ                                                      | Futari no Aniki                                                               | 14 mars 2013          |
| [Chapitres 405-406-407] – Arc Le style du Sabre Laser | |                                                                   |                                                                               |                       |
| 264                                                   | Liqueur et Essence, Sourires et Larmes                                                                                     | 酒とガソリンと笑顔と涙                                            | Sake to Gasorin to Egao to Namida                                             | 21 mars 2013          |
| [Chapitres 408-409-410] – Arc Le style du Sabre Laser | |                                                                   |                                                                               |                       |
| 265                                                   | La nourriture pour chiens n'a pas le goût que tu crois                                                                     | ドッグフードは見た目より味がうすい                                | Doggu Fūdo wa Mitame Yori Aji ga Usui                                         | 28 mars 2013          |
| [Chapitres 401-402] –                                 | |                                                                   |                                                                               |                       |

### Saison 7: Gintama°
| No | Titre français | Titre japonais | Titre japonais | Date de 1re diffusion |
| No | Titre français | Kanji | Rōmaji | Date de 1re diffusion |
| --- | --- | --- | --- | --------------------- |
| 266 | Quand le temps s’arrête, cela ne se passe pas toujours comme on le voudrait | 一時停止はうまい具合には止まらない | Ichiji teishi wa Umai guai ni wa Tomaranai | 8 avril 2015          |
| [Chapitre 484] – Arc Temps Suspendu - Gintoki se réveille un matin en découvrant que le temps s'est arrêté, seul lui, Kagura et Shinpachi ont été épargnés, avec l'aide d'une étrange horloge ils vont essayer de tout faire revenir à la normale non sans causer comme à leur habitude, d'énormes dégâts. | | | |                       |
| 267 | Certaines poussières résistent même aux plumeaux | マツイ棒でもとれないゴミがある | Matsui Bou demo Torenai Gomi ga Aru | 15 avril 2015         |
| [Chapitres 485] – Arc Temps Suspendu - Gintoki et les autres recherchent toujours le moyen de revenir en arrière mais plus ils avancent et plus il y a de catastrophes, arriveront-ils à se sortir de cette situation ? | | | |                       |
| 268 | L'amour d'un inspecteur commence par l'observation | 観察の恋は観察から始まる | Kansatsu no Koi wa Kansatsu Kara Hajimaru | 22 avril 2015         |
| [Chapitres 384-385] – L'inspecteur Yamazaki est chargé de la surveillance de l'agence de Gintoki mais son attention est peu à peu détourné par Tama et il finit par tomber amoureux d'elle, il ne sait pas comment lui dévoiler ses sentiments mais c'est à ce moment qu'Okita apparaît et propose une solution, un mariage arrangé entre le Shinsengumi et le clan de Gintoki. | | | |                       |
| 269 | Au lieu d'apprendre le nom des ères, souviens-toi des hommes ! / Cache tes livres pornos, mais pas ton *****                                                                                            | 年号暗記より人間焼きつけろ / エロ本隠して○○○隠さず                                                                                      | Nengou Anki yori Ningen Yakitsukero / Ero Hon Kakushite OOO Kakusazu | 29 avril 2015         |
| [Chapitres 417-455] – 1ère partie - Tsukuyo ayant quelques difficultés avec ses techniques d'enseignement, Gintoki est engagé comme professeur particulier d'histoire du Japon mais celui-ci choisit de modifier un peu l'histoire en la rendant un peu plus passionnante. 2ème partie - Un ami a confié des tomes de "To-Love Ru" à Shinpachi mais Gintoki finit par être au courant en le croisant, ce qui mène à une fouille approfondie de la chambre de Shinpachi pour trouver ses magazines érotiques. | | | |                       |
| 270 | Un miroir libère et délivre toute la vérité, beauté et laideur / Personne n'apprécie sa photo de permis                                                                                                 | 号暗記より人間焼きつけろ / 暗記より人間焼きつけろ                                                                                       | Kagami wa Bi mo Shuu mo Ari no Mama wo Utsushidasu / Menkyoshou no Shashin wo Ki ni Itteru Yatsu wa Kaimu                                                                                  | 6 mai 2015            |
| [Chapitre 418-423] – 1ère partie - Gintoki, Kagura et Shinpachi découvrent un miroir qui n'était pas là auparavant et chacun va lui révéler ses secrets. 2ème partie - L'inspecteur Yamazaki en a marre des moqueries des membres du Shinsengumi et décide de passer le permis ninja. | | | |                       |
| 271 | Difficile de prendre part à une réunion d'anciens élèves quand on est en retard | 同窓会は遅れてくると入りづらい | Dousoukai wa Okurete Kuru to Hairizurai | 13 mai 2015           |
| [Chapitres 452-453] – Arc Réunion des Anciens Patriotes - Gintoki est invité à la réunion des anciens "rebelles de jôi" par Zura et Tatsuma mais en arrivant il se rend compte que c'est une réunion scénaristique ayant pour but l'introduction d'un personnage du passé, un ancien membre de la génération des miracles "Kurokono Tasuke" | | | |                       |
| 272 | Pendant une réunion d’anciens élèves, on se souvient aussi de choses qu’on préférerait oublier | 同窓会は思い出したくもない思い出も蘇ってくる                                                                                            | Dousoukai wa Omoidashitakunai Omoide mo Yomigaette Kuru | 20 mai 2015           |
| [Chapitres 453-454] – Arc Réunion des Anciens Patriotes - Le groupe des "anciens rebelles de jôi" finit par se souvenir de Kurokono Tasuke mais se rappelle aussi que lors du jeu de la canette, ils ont causé sa mort dans une explosion. Le fantôme de ce dernier les a donc convoqués pour jouer une ultime partie et tous les envoyer en enfer, pendant ce temps certaines personnes tapies dans l'ombre observent cette scène, mais qui peuvent-ils bien être ?                                         | | | |                       |
| 273 | Comparée à celle des dieux, la vie humaine ressemble à une loterie illusoire | 人間五十年下天のうちをくらぶれば夢宝くじの如くなり                                                                                      | Ningen Gojuu Nen Geten no Uchi wo Kurabureba Yume Takarakuji no Gotoku Nari | 27 mai 2015           |
| [Chapitres 450-451] – Alors qu'il va s'acheter des cigarettes, Hijikata se retrouve avec un billet de loterie que quelqu'un a égaré. Plus tard, sceptique mais curieux lorsque le commandant Kondô regarde les résultats dans le journal, Hijikata se rend compte qu'il possède le ticket gagnant. C'est alors que commence une lutte contre les gangs d'iroquois. | | | |                       |
| 274 | Les gens aux grosses narines ont aussi une grande imagination / Quand on regarde une nouvelle série sentai, on ne veut pas reconnaître ses qualités, mais arrivé à la fin, on ne peut plus s'en séparer | 鼻の穴のデカイ奴は発想力もデカイ / 新しく始まる戦隊モノは最初はこんなの認めねェみたいになっているが最終回の頃には離れたくなくなっている | Hana no Ana no Dekai Yatsu wa Hasso-Ryoku mo Dekai / Atarashiku Hajimaru Sentai Mono wa Saisho wa Konna no Mitome ne Mitai ni Natte Iruga Saishukai no Koro ni wa Hanaretakunaku Natte Iru | 3 juin 2015           |
| [Chapitres 416-436] – | | | |                       |
| 275 | 9 + 1 = Jyûbei | ９＋１＝柳生十兵衛 | 9 + 1 = Yagyuu Juubee | 10 juin 2015          |
| [Chapitres 437-438] – Arc Dekoboko | | | |                       |
| 276 | Les calories reviennent quand on les a oubliées | カロリーは忘れた頃にやってくる | Karori wa Wasureta Koro ni Yattekuru | 17 juin 2015          |
| [Chapitres 439-440] – Arc Dekoboko | | | |                       |
| 277 | 10 - 1 = | 10 - 1 = | 10 - 1 = | 24 juin 2015          |
| [Chapitres 440-441] – Arc Dekoboko | | | |                       |
| 278 | Le panier-repas de ma mère est toujours trop froid et un peu écrasé | 母ちゃんの弁当はいつもつめすぎて若干つぶれている                                                                                        | Kachan no Bento wa Itsumo Tsume Sugite Jakkan Tsuburete Iru | 1er juillet 2015      |
| [Chapitre 443] – | | | |                       |
| 279 | Les faucheuses du matin et de la nuit | 朝と夜の死神 | Asa to Yoru no Shinigami | 8 juillet 2015        |
| [Chapitres 463-464] – Arc La Faucheuse | | | |                       |
| 280 | Homme ou démon ? | 鬼か人か | Oni ka Hito ka | 15 juillet 2015       |
| [Chapitres 465-466-467] – Arc La Faucheuse | | | |                       |
| 281 | Adieu, Faucheuse | さらば死神 | Saraba Shinigami | 22 juillet 2015       |
| [Chapitres 467-468-469] – Arc La Faucheuse | | | |                       |
| 282 | Le phénix renaît toujours de ses cendres | フェニックスは何度も蘇る | Phoenix wa Nando mo Yomigaeru | 29 juillet 2015       |
| [Chapitre 456] – | | | |                       |
| 283 | Amen | アーメン | Amen | 5 août 2015           |
| [Chapitres 412-413] – Arc Confessions | | | |                       |
| 284 | Dur d'être chef | リーダーは辛いよ | Leader wa Tsurai yo | 12 août 2015          |
| [Chapitres 414-415] – Arc Confessions | | | |                       |
| 285 | L’amour est un piège à cafard | 恋はゴキブリポイポイ | Koi wa Gokiburi Poipoi | 19 août 2015          |
| [Chapitres 460-461] – | | | |                       |
| 286 | Un été Sizzle / Été 2015, il n'y a rien | ベギラマな夏 - 何もねぇよ夏2015 | Begirama na Natsu - Nanimo Nee yo Natsu 2015 | 26 août 2015          |
| [Chapitre 411-462] – | | | |                       |
| 287 | Je suis mayonnaise, il est sucrerie. | おれがマヨラーで あいつが甘党で | Ore ga Mayoraa de, Aitsu ga Amatou de | 2 septembre 2015      |
| [Chapitres 470-471-472] – Arc Echange d’âmes | | | |                       |
| 288 | Je suis indigne d’être chef et il l’est tout autant. | おれがリーダー失格で あいつもリーダー失格で                                                                                             | Ore ga Leader Shikkaku de, Aitsu mo Leader Shikkaku de | 9 septembre 2015      |
| [Chapitres 472-473-474] – Arc Echange d’âmes | | | |                       |
| 289 | J’appartiens à l’Agence, lui au Shinsengumi | おれが万事屋で あいつが真選組で | Ore ga Yorozuya de, Aitsu ga Shinsengumi de | 16 septembre 2015     |
| [Chapitres 474-475-476] – Arc Echange d’âmes | | | |                       |
| 290 | Ouvre toujours ton sac pour y mettre 5 millions | バックは常に５千万入るようにあけておけ                                                                                                  | Bag wa Tsune ni Gosenman Hairu Youni Aketeoke | 23 septembre 2015     |
| [Chapitres 477-478] – Arc Le Kaientai | | | |                       |
| 291 | Ouvre toujours ton sac pour y mettre des cailloux | バッグは常に石ころが入るようにあけておけ                                                                                                | Baggu wa Tsune ni Ishicoro ga Hairu Youni Aketeoke | 30 septembre 2015     |
| [Chapitres 479-480] – Arc Le Kaientai | | | |                       |
| 292 | La mode est quelque chose qui devient obsolète dès qu’on la désigne comme tel - Il y a deux sortes d’Hommes dans ce monde : Ceux qui crient le nom de leur attaque ultime et ceux qui s’en passent      | オシャレとはオシャレと言葉にした時点でかき消えるものなり - 世の中には二種類の人間がいる それは必殺技を叫ぶ人間と叫ばない人間だ          | Oshare to wa Oshare to Kotoba ni Shita Jiten de Kakikieru Mononari - Yononakani wa Nishurui no Ningen ga iru sore wa Hissawwaza o Sakebu Ningen to Sakebanai Ningenda                      | 7 octobre 2015        |
| [Chapitres 434-486] – | | | |                       |
| 293 | Les deux singes | 二人の猿公 | Futari no Sarukō | 14 octobre 2015       |
| [Chapitres 482-483] – | | | |                       |
| 294 | L’afro de la vie et la mort | 生と死のアフロ | Sei to Shi no Afuro | 21 octobre 2015       |
| [Chapitres 488-489] – Arc Afro | | | |                       |
| 295 | Afuro et Wolfro | 阿腐郎とアフ狼 | Afro to Afro | 28 octobre 2015       |
| [Chapitres 490-491] – Arc Afro | | | |                       |
| 296 | Sous-estime les éléments de début d’intrigue et tu risques gros | 初期設定はナメたら命取り | Shoki Settei wa Nametara Inochitori | 4 novembre 2015       |
| [Chapitres 457-458] – Arc La malade imaginaire | | | |                       |
| 297 | Les adieux doivent être concis | 別れの挨拶は簡潔に | Wakare no Aisatsu wa Kanketsu ni | 11 novembre 2015      |
| [Chapitres 458-459] – Arc La malade imaginaire | | | |                       |
| 298 | Un seul éditeur suffit / Le G-Pen est capricieux et le Maru est têtu. | 担当編集は一人で足りる - Gペンは気まぐれ屋さん丸ペンは頑固者                                                                            | Tantō Henshū wa Hitori de Tariru - Jīpen wa Kimagure-ya-san Tamapen wa Ganko-sha | 18 novembre 2015      |
| [Chapitres 400-442] – | | | |                       |
| 299 | Frappe tant que le fer et le Seigneur du Mal sont chauds. | 鉄と魔王は熱いうちに打て - オイルの雨                                                                                                   | Tetsu to Maō wa Atsui Uchi ni Ute - Oiru no Ame | 25 novembre 2015      |
| [Chapitres 497-498] – | | | |                       |
| 300 | Shogun de lumière et shogun des ténèbres. | 光と影の将軍 | Hikari to kage no Shōgun | 2 décembre 2015       |
| [Chapitres 502-503] – Arc L'Assassinat du Shogun | | | |                       |
| 301 | Le village des ninjas. | 忍の里 | Shinobi no Sato | 9 décembre 2015       |
| [Chapitres 504-505-506] – Arc L'Assassinat du Shogun | | | |                       |
| 302 | L’âme d’un ninja. | 忍の魂 | Shinobi no Tamashī | 16 décembre 2015      |
| [Chapitres 507-508-509] – Arc L'Assassinat du Shogun | | | |                       |
| 303 | Les cinq derniers. | 最後の5人 | Saigo no gonin | 23 décembre 2015      |
| [Chapitres 510-511-512-513] – Arc L'Assassinat du Shogun | | | |                       |
| 304 | Ceux qui protègent de tout. | 万事を護る者達 | Banji o Mamoru-sha-tachi | 6 janvier 2016        |
| [Chapitres 514-515-516-517] – Arc L'Assassinat du Shogun | | | |                       |
| 305 | Ennemis. | 仇 | Kyū | 13 janvier 2016       |
| [Chapitres 518-519-520-521] – Arc L'Assassinat du Shogun | | | |                       |
| 306 | Après une bataille, les corbeaux croassent. | 将軍暗殺篇七 戦のあとには烏が哭く | Sen no Ato ni wa Karasu ga Naku | 20 janvier 2016       |
| [Chapitres 521-522-523] – Arc L'Assassinat du Shogun | | | |                       |
| 307 | Adieu, mes potes. | さらばダチ公 | Saraba Dachi kō | 27 janvier 2016       |
| [Chapitres 523-524] – Arc L'Assassinat du Shogun | | | |                       |
| 308 | Le jour où le démon se lamente | 鬼が哭いた日 | Oni ga Naita Hi | 3 février 2016        |
| [Chapitres 525-526] – Arc Adieu, Shinsen Gumi | | | |                       |
| 309 | Les héros arrivent toujours en retard | ヒーローは遅れてやってくる | Hīrō wa Okurete Yatte Kuru | 10 février 2016       |
| [Chapitres 527-528] – Arc Adieu, Shinsen Gumi | | | |                       |
| 310 | Objet oublié | 忘れもの | Wasuremono | 17 février 2016       |
| [Chapitres 529-530-531] – Arc Adieu, Shinsen Gumi | | | |                       |
| 311 | Évasion | 脱獄 | Datsugoku | 24 février 2016       |
| [Chapitres 531-532-481] – Arc Adieu, Shinsen Gumi | | | |                       |
| 312 | Chiens errants | 野良犬 | Norainu | 2 mars 2016           |
| [Chapitres 533-534-535-536] – Arc Adieu, Shinsen Gumi | | | |                       |
| 313 | Le message non reçu | 届かなかったメール | Todokanakatta mēru | 9 mars 2016           |
| [Chapitres 537-538-539-540] – Arc Adieu, Shinsen Gumi | | | |                       |
| 314 | Karma | 業 | Gou | 16 mars 2016          |
| [Chapitres 541-542-543-544-545] – Arc Adieu, Shinsen Gumi | | | |                       |
| 315 | Nobume | 信女 | Nobume | 23 mars 2016          |
| [Chapitres 545-546-547-548-549] – Arc Adieu, Shinsen Gumi | | | |                       |
| 316 | Adieu, Shinsengumi | さらば真選組 | Saraba Shinsengumi | 30 mars 2016          |
| [Chapitres 550-551] – Arc Adieu, Shinsen Gumi | | | |                       |

### Saison 8: Gintama.
| No | Titre anglais/français         | Titre japonais | Titre japonais             | Date de 1re diffusion |
| No | Titre anglais/français         | Kanji          | Rōmaji                     | Date de 1re diffusion |
| --- | ------------------------------ | -------------- | -------------------------- | --------------------- |
| 317 | Le monstre et l'enfant-monstre | 化物と化物の子 | Bakemono to Bakemono no Ko | 8 janvier 2017        |
| [Chapitres 552-553-554] – Arc Rakuyou - Alors que les Yorozuya se cachent à Akiba, ils rencontrent Nobume qui leur confie d'importantes informations à propos d'Utsuro.  |                                |                |                            |                       |
| 318 | Demande de congé               | 休暇届         | Kyūka-todoke               | 15 janvier 2017       |
| [Chapitres 555-556-557-558] – Arc Rakuyou - Les Yorozuya partent en congé. C'est dans l'espace qu'aura lieu leur prochain combat.                                        |                                |                |                            |                       |
| 319 | Le chant du guerrier           | 武士の唄       | Bushi no Uta               | 22 janvier 2017       |
| [Chapitres 559-560-561-562] – Arc Rakuyou - Rakuyô, la planète natale de Kagura, est le point de ralliement des Yorozuya, du Kaihentai et du Kihetai.                    |                                |                |                            |                       |
| 320 | Zura                           | ヅラ           | Zura                       | 29 janvier 2017       |
| [Chapitres 562-563-564-565] – Arc Rakuyou - Katsura combat le capitaine de la 4ème division des Harusame, Shôkaku Kaiôsei                                                |                                |                |                            |                       |
| 321 | Les deux idiots                | うつけもの二人 | Utsukemono futari          | 5 février 2017        |
| [Chapitres 566-567-568-569] – Arc Rakuyou - Zaku a pris le contrôle de la quasi-totalité de la flotte du Kaihentai. C'est l'affrontement entre Tatsuma Sakamoto et Zaku. |                                |                |                            |                       |
| 322 | Dix ans                        | 10年           | 10-Nen                     | 12 février 2017       |
| [Chapitres 570-571-572-573] – Arc Rakuyou - Gintoki affronte Batô, capitaine de la 2ème division des Harusame.                                                           |                                |                |                            |                       |
| 323 | Voie                           | 方法           | Hōhō                       | 19 février 2017       |
| [Chapitres 574-575-576-577] – Arc Rakuyou - Takasugi est revenu d'entre les morts, paré au combat. Les quatre Jôi légendaires sont enfin réunis à nouveau !              |                                |                |                            |                       |
| 324 | Le maître de Kôan              | 徨安のヌシ     | Kouan no nushi             | 26 février 2017       |
| [Chapitres 578-579-580] – Arc Rakuyou |                                |                |                            |                       |
| 325 | Lapin perdu                    | まよい兎       | Mayoi usagi                | 5 mars 2017           |
| [Chapitres 580-581-582-583-584] – Arc Rakuyou |                                |                |                            |                       |
| 326 | Frère et sœur                  | 兄弟           | Kyoudai                    | 12 mars 2017          |
| [Chapitres 585-586-587-588-589] – Arc Rakuyou |                                |                |                            |                       |
| 327 | Premier élève                  | 一番弟子       | Ichiban deshi              | 19 mars 2017          |
| [Chapitres 590-591-592-593] – Arc Rakuyou |                                |                |                            |                       |
| 328 | Espoir                         | 希望           | Kibou                      | 26 mars 2017          |
| [Chapitres 593-594-595] – Arc Rakuyou |                                |                |                            |                       |

### Saison 9: Gintama. Porori-hen
Retour en arrière avec l'adaptation de certains arcs du manga laissés de côté.
| No                                                   | Titre anglais/français                                                                                               | Titre japonais                                   | Titre japonais                                                   | Date de 1re diffusion |
| No                                                   | Titre anglais/français                                                                                               | Kanji                                            | Rōmaji                                                           | Date de 1re diffusion |
| ---------------------------------------------------- | --- | ------------------------------------------------ | ---------------------------------------------------------------- | --------------------- |
| 329                                                  | Les escaliers vers la maturité ne sont pas nécessairement ascendant                                                  | 大人の階段は昇り階段とは限らない                 | Otona no Kaidan wa Nobori Kaidan to wa Kagiranai                 | 1er octobre 2017      |
| [Chapitres 419-420] – Arc Le petit ami de Kagura     | |                                                  |                                                                  |                       |
| 330                                                  | Le père chauve, le père au cheveux blanc et les lunettes du père                                                     | ハゲたお父さんと白髪のお父さんとお父さんのメガネ | Hageta Otousan to Shiraga no Otousan to Otousan no Megane        | 8 octobre 2017        |
| [Chapitres 420-421-422] – Arc Le petit ami de Kagura | |                                                  |                                                                  |                       |
| 331                                                  | Un bol de Ramen | 一杯のラーメン                                   | Ippai no Ramen                                                   | 15 octobre 2017       |
| [Chapitres 431-432] – Arc Sans-abri                  | |                                                  |                                                                  |                       |
| 332                                                  | Une famille | 一つのかぞく                                     | Hitotsu no Kazoku                                                | 22 octobre 2017       |
| [Chapitres 432-433-444] – Arc Sans-abri              | |                                                  |                                                                  |                       |
| 333                                                  | Les lunettes de soleil de la vie et la mort / Toutes les réponses sont sur le terrain                                | 生と死のグラサン / 全ての答えは現場にある        | Sei to Shi no Gurasan / Subete no Kotae wa genba ni Aru          | 29 octobre 2017       |
| [Chapitres 444-435] –                                | |                                                  |                                                                  |                       |
| 334                                                  | 3000 lieues à la recherche d'un fourreau                                                                             | 鞘をたずねて三千里                               | Saya o Tazunete Sanzenri                                         | 5 novembre 2017       |
| [Chapitres 424-425] – Arc Excalibur                  | |                                                  |                                                                  |                       |
| 335                                                  | Le super sadique contre le super sadique                                                                             | ドSとドS                                         | Do-S to Do-S                                                     | 12 novembre 2017      |
| [Chapitres 426-427] – Arc Excalibur                  | |                                                  |                                                                  |                       |
| 336                                                  | L'épée la plus forte et l'épée la plus émoussée                                                                      | 最強の剣と最低の鈍                               | Saikyou no Ken to Saitei no Namakura                             | 19 novembre 2017      |
| [Chapitres 428-429] – Arc Excalibur                  | |                                                  |                                                                  |                       |
| 337                                                  | Lave toi les mains avant une poignée de main                                                                         | 握手の前は手を洗え                               | Akushu no Mae wa Te o Arae                                       | 26 novembre 2017      |
| [Chapitres 445-446] – Arc HDZ48                      | |                                                  |                                                                  |                       |
| 338                                                  | Les diamands sont éternels                                                                                           | ダイヤモンドは傷つかない                         | Daiyamondo wa Kizutsukanai                                       | 3 décembre 2017       |
| [Chapitres 446-447-448] – Arc HDZ48                  | |                                                  |                                                                  |                       |
| 339                                                  | La médaille d'honneur d'une idole                                                                                    | アイドルの勲章                                   | Aidoru no kunshou                                                | 10 décembre 2017      |
| [Chapitres 448-449] – Arc HDZ48                      | |                                                  |                                                                  |                       |
| 340                                                  | La différence entre un bon jeu et un mauvais jeu et aussi fine que du papier / Les lunettes sont une partie de l'âme | 神ゲーと糞ゲーは紙一重 / メガネは魂の一部        | Kami Gee to Kuso Gee wa Kamihitoe / Megane wa Tamashii no Ichibu | 17 décembre 2017      |
| [Chapitres 430-499] – Arc Esprit gardien             | |                                                  |                                                                  |                       |
| 341                                                  | L'esprit gardien est aussi une partie de l'âme                                                                       | 守護霊も魂の一部                                 | Shugorei mo Tamashii no Ichibu                                   | 24 décembre 2017      |
| [Chapitres 500-501] – Arc Esprit gardien             | |                                                  |                                                                  |                       |

### Saison 10: Gintama. Shirogane no Tamashii-hen
| No                                                         | Titre anglais/français                                                                          | Titre japonais                                     | Titre japonais                                                                 | Date de 1re diffusion |
| No                                                         | Titre anglais/français                                                                          | Kanji                                              | Rōmaji                                                                         | Date de 1re diffusion |
| ---------------------------------------------------------- | ----------------------------------------------------------------------------------------------- | -------------------------------------------------- | ------------------------------------------------------------------------------ | --------------------- |
| 342                                                        | Chassez la permanente naturelle, elle revient au galop                                          | 天然パーマはグニャグニャ曲がっても戻ってくる       | Tennen Pāma wa Gunyagunya Magatte mo Modotte Kuru                              | 7 janvier 2018        |
| [Chapitres 596-597-598] – Arc Âme d'argent                 |                                                                                                 |                                                    |                                                                                |                       |
| 343                                                        | Les condiments avec modération                                                                  | 調味料は控え目に                                   | Choumiryou wa Hikaeme ni                                                       | 14 janvier 2018       |
| [Chapitres 599-600] – Arc Âme d'argent                     |                                                                                                 |                                                    |                                                                                |                       |
| 344                                                        | Les délinquants juvéniles ont les cheveux longs à l'arrière                                     | ヤンキーの子供は襟足が長い                         | Yankī no Kodomo wa Eriashi ga Nagai                                            | 21 janvier 2018       |
| [Chapitres 601-602-603] – Arc Âme d'argent                 |                                                                                                 |                                                    |                                                                                |                       |
| 345                                                        | La différence entre tenace et agaçant est aussi fine que du papier                              | しぶといとしつこいは紙一重                         | Shibutoi to Shitsukoi wa Kamihitoe                                             | 28 janvier 2018       |
| [Chapitres 604-605-606] – Arc Âme d'argent                 |                                                                                                 |                                                    |                                                                                |                       |
| 346                                                        | Les vieux gravent les choses qu'ils ne devraient pas oublier dans leurs rides                   | 爺さんは忘れてはいけないものを皺に刻む             | Jii-san wa Wasurete wa Ikenai Mono o Shiwa ni Kizamu                           | 4 février 2018        |
| [Chapitres 607-608-609-610] – Arc Âme d'argent             |                                                                                                 |                                                    |                                                                                |                       |
| 347                                                        | Les machines qui se souviennent de choses inutiles sont appelés des humains                     | 無駄を覚えた機械を人間という                       | Muda wo Oboeta Kikai wo Ningen to Iu                                           | 11 février 2018       |
| [Chapitres 610-611-612] – Arc Âme d'argent                 |                                                                                                 |                                                    |                                                                                |                       |
| 348                                                        | Les hommes doivent vivre durement sans être long et gros                                        | 男は長くも太くもなく硬く生きろ                     | Otoko wa Nagaku mo Futoku mo Naku Kataku Ikiro                                 | 18 février 2018       |
| [Chapitres 613-614-615] – Arc Âme d'argent                 |                                                                                                 |                                                    |                                                                                |                       |
| 349                                                        | Les démons sont faibles contre les petits héros comme le petit poucet                           | 鬼は一寸法師のような小粒に弱い                     | Oni wa Issun Boushi no Youna Kotsubu ni Yowai                                  | 25 février 2018       |
| [Chapitres 615-616-617-618-619] – Arc Âme d'argent         |                                                                                                 |                                                    |                                                                                |                       |
| 350                                                        | Raconter sa propre épopée est mal vue, donc faites en sorte que les autres le fassent pour vous | 昔の武勇伝は自分で話すと嫌われるので他人に話させろ | Mukashi no Buyuuden wa Jibun de Hanasu to Kirawareru no de Tanin ni Hanasasero | 4 mars 2018           |
| [Chapitres 620-621-622-623] – Arc Âme d'argent             |                                                                                                 |                                                    |                                                                                |                       |
| 351                                                        | Le Jump est inflationniste                                                                      | ジャンプはインフレてなんぼ                         | Jyanpu wa Infure te Nanbo                                                      | 11 mars 2018          |
| [Chapitres 624-625-626] – Arc Âme d'argent                 |                                                                                                 |                                                    |                                                                                |                       |
| 352                                                        | Paix et ruine sont deux faces d'une même pièce                                                  | 平和と破滅は表裏一体                               | Heiwa to Hametsu wa Hyōri Ittai                                                | 18 mars 2018          |
| [Chapitres 627-628-629] – Arc Âme d'argent                 |                                                                                                 |                                                    |                                                                                |                       |
| 353                                                        | Le Bushido est trouvé une seconde avant de mourir                                               | 武士道とは一秒後に死ぬ事と見つけたり               | Bushidō to wa Ichi Byō go ni Shinu Koto to Mitsuke Tari                        | 25 mars 2018          |
| [Chapitres 629-630-631] – Arc Âme d'argent                 |                                                                                                 |                                                    |                                                                                |                       |
| 354                                                        | Les Malfaiteurs qui font le bien                                                                | 悪事をはたらきながら善事をはたらくいきもの         | Akuji o Hataraki nagara Zenji o Hataraku Ikimono                               | 8 juillet 2018        |
| [Chapitres 632-633] – Arc Âme d'argent                     |                                                                                                 |                                                    |                                                                                |                       |
| 355                                                        | Les lapins sautent plus haut les nuits de pleines lunes                                         | 兎は月夜に高く跳ぶ                                 | Usagi wa Tsukiyo ni Takaku Tobu                                                | 15 juillet 2018       |
| [Chapitres 634-635-636-637] – Arc Âme d'argent             |                                                                                                 |                                                    |                                                                                |                       |
| 356                                                        | Transformer un monde ennuyeux en un monde intéressant                                           | おもしろきこともなき世をおもしろく                 | Omoshiroki Koto mo Naki Yo o Omoshiroku                                        | 22 juillet 2018       |
| [Chapitres 638-639-640-641-642-643] – Arc Âme d'argent     |                                                                                                 |                                                    |                                                                                |                       |
| 357                                                        | Fais quelque chose de peu habituel, et quelque chose de surprenant arrivera                     | ガラじゃない事をするとガラじゃない事が起こる       | Gara janai koto o suruto gara janai koto ga okoru                              | 29 juillet 2018       |
| [Chapitres 643-644-645-646-647-648] – Arc Âme d'argent     |                                                                                                 |                                                    |                                                                                |                       |
| 358                                                        | D'innombrables Rois                                                                             | 数多の王                                           | Amata no ō                                                                     | 5 août 2018           |
| [Chapitres 648-649-650-651-652] – Arc Âme d'argent         |                                                                                                 |                                                    |                                                                                |                       |
| 359                                                        | Le chômeur ne peut être dégradé                                                                 | 無職は何者にも染まらない                           | Mushoku wa Nanimono ni mo Somaranai                                            | 12 août 2018          |
| [Chapitres 652-653-654-655-656] – Arc Âme d'argent         |                                                                                                 |                                                    |                                                                                |                       |
| 360                                                        | Gardez toujours un atout                                                                        | 切り札はとっておけ                                 | Kirifuda wa Totte Oke                                                          | 19 août 2018          |
| [Chapitres 657-658-659-660-661-662-663] – Arc Âme d'argent |                                                                                                 |                                                    |                                                                                |                       |
| 361                                                        | La créature appelée être humain                                                                 | 人間という生物                                     | Ningen to Iu Ikimono                                                           | 26 août 2018          |
| [Chapitres 664-665-666-667-668-669] – Arc Âme d'argent     |                                                                                                 |                                                    |                                                                                |                       |
| 362                                                        | Enseigne                                                                                        | 看板                                               | Sign                                                                           | 2 septembre 2018      |
| [Chapitres 669-670-671] – Arc Âme d'argent                 |                                                                                                 |                                                    |                                                                                |                       |
| 363                                                        | Fantôme                                                                                         | 亡霊                                               | Specter                                                                        | 9 septembre 2018      |
| [Chapitres 672-673-674] – Arc Âme d'argent                 |                                                                                                 |                                                    |                                                                                |                       |
| 364                                                        | Deux ans pour une fille équivaut à dix ans pour un homme                                        | 少女の2年は男の10年                                | Shoujo no Ninen wa Otoko no Juunen                                             | 16 septembre 2018     |
| [Chapitres 674-675-676-677-678] – Arc Âme d'argent         |                                                                                                 |                                                    |                                                                                |                       |
| 365                                                        | Salut                                                                                           | 救い                                               | Sukui                                                                          | 23 septembre 2018     |
| [Chapitres 679-680-681-682] – Arc Âme d'argent             |                                                                                                 |                                                    |                                                                                |                       |
| 366                                                        | Kuwah                                                                                           | くわっ                                             | Dun Dun                                                                        | 30 septembre 2018     |
| [Chapitres 683-684-685] – Arc Âme d'argent                 |                                                                                                 |                                                    |                                                                                |                       |
| 367                                                        | Même pour un méchant, il y a des choses à éviter                                                | 悪役にもやっていい事と悪いことがある               | Akuyaku ni Moyatte ī Koto to Warui Koto ga aru                                 | 7 octobre 2018        |
| [Chapitre 686] – Arc Âme d'argent                          |                                                                                                 |                                                    |                                                                                |                       |

### The Semi-Finale
| No                                                             | Titre anglais/français                                                      | Titre japonais                                         | Titre japonais                                       | Date de 1re diffusion |
| No                                                             | Titre anglais/français                                                      | Kanji                                                  | Rōmaji                                               | Date de 1re diffusion |
| -------------------------------------------------------------- | --------------------------------------------------------------------------- | ------------------------------------------------------ | ---------------------------------------------------- | --------------------- |
| 368                                                            | Il vaut mieux y réfléchir à deux fois avant de déballer ce genre de tissu ! | 「万事屋篇」 後先考えずに風呂敷を広げるものじゃない    | Atosaki kangaezu ni furoshiki ou hirogeru mono janai | 15 janvier 2021       |
| [Chapitres 687-688-689-690-691-692-697-698] – Arc Âme d'argent |                                                                             |                                                        |                                                      |                       |
| 369                                                            | Il ne faut jamais prendre de décision importante au dernier moment !        | 「真選組篇」直前になって大事なことを決めるものじゃない | Chokuzen ni natte daijina koto o kimeru mono janai   | 20 janvier 2021       |
| [Chapitres 693-694-695-696] – Arc Âme d'argent                 |                                                                             |                                                        |                                                      |                       |

### The Finale
| No                                                     | Titre anglais/français | Titre japonais      | Titre japonais | Date de 1re diffusion |
| No                                                     | Titre anglais/français | Kanji               | Rōmaji         | Date de 1re diffusion |
| ------------------------------------------------------ | ---------------------- | ------------------- | -------------- | --------------------- |
| Film                                                   | Gintama : The Final    | Gintama : The Final | 銀魂 THE FINAL | 8 janvier 2021        |
| [Chapitres 699-700-701-702-703-704] – Arc Âme d'argent |                        |                     |                |                       |